# Экономика Мумбаи

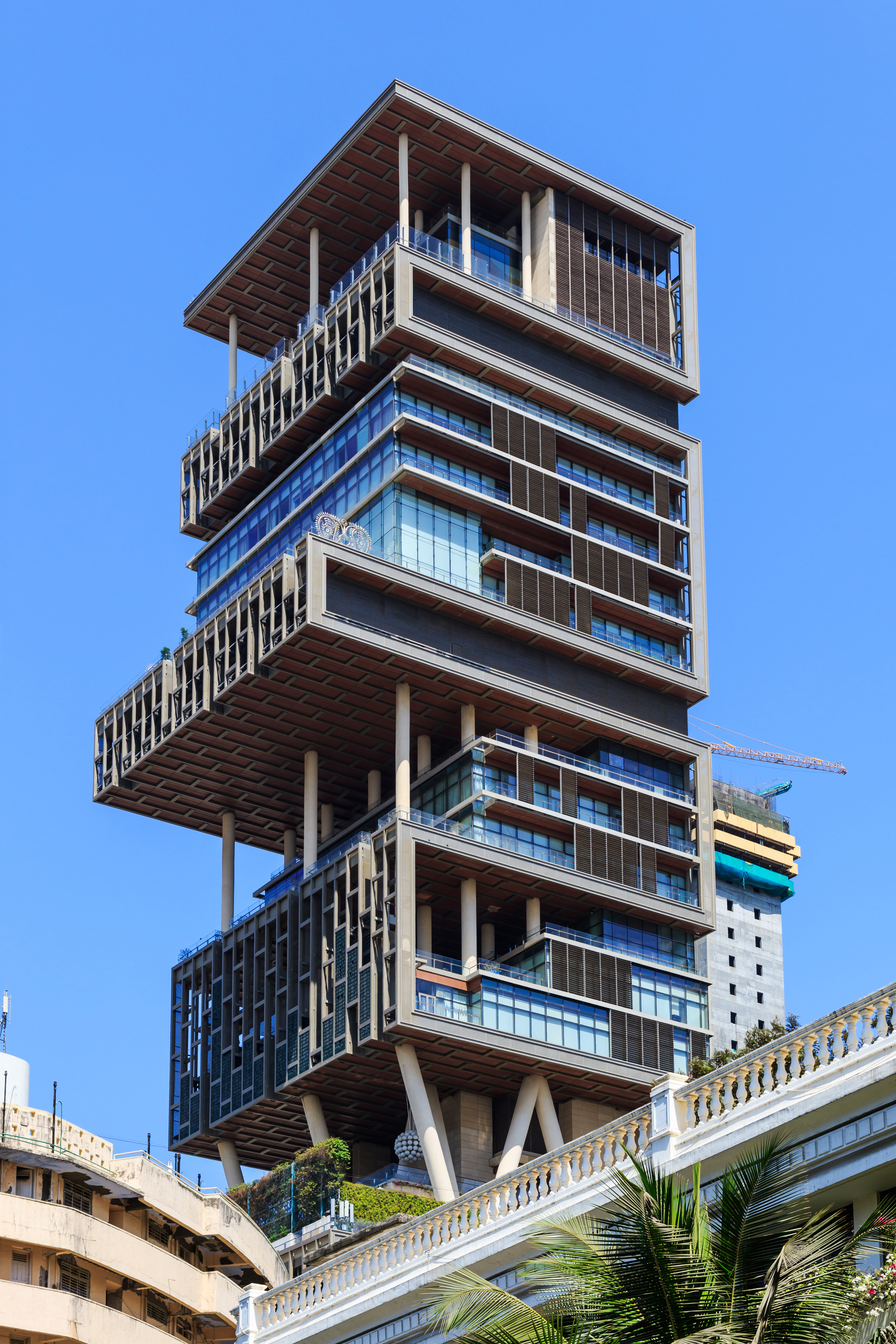
Антилия

Мумбаи является крупнейшим финансовым, внешнеэкономическим, промышленным и транспортным центром Индии, а также важнейшим центром страны в сфере кинематографа, шоу-бизнеса, моды и рекламы. На Большой Мумбаи приходится более 6 % ВВП (209 млрд долл. в 2008 году), 10 % занятых в промышленности, 20 % акцизных сборов, 25 % промышленного производства и 33 % подоходного налога Индии, а также 40 % внешней торговли, 60 % таможенных пошлин, 70 % морской торговли и 70 % финансовых трансакций страны. По состоянию на 2009 год доход на душу населения составлял в Мумбаи около 7,9 тыс. долл. США, что превышало среднеиндийский показатель почти в три раза.
Мумбай входит в число мировых альфа-городов и в десятку городов мира по числу миллиардеров. Также в Мумбаи расположен самый дорогой дом в мире (небоскрёб Антилия), принадлежащий миллиардеру Мукешу Амбани.

## География

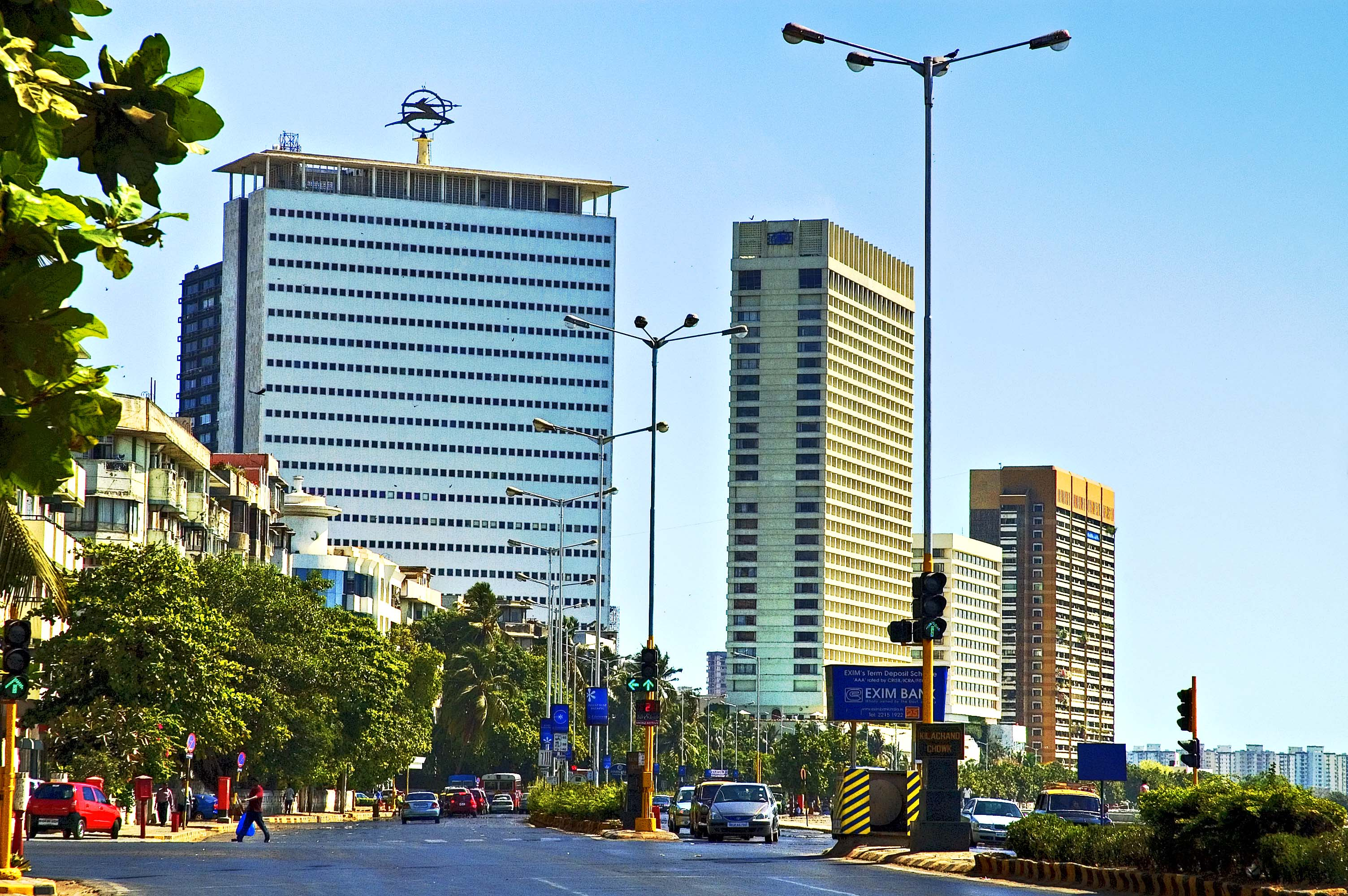
Нариман-Пойнт

Столичный регион Мумбаи (англ.) объединяет пять округов: Мумбаи-Сити (или Южный Мумбаи, англ.), Пригородный округ Мумбаи, Тхана, а также части округов Райгад и Палгхар. Площадь региона составляет 4355 км², население — 21 млн человек. В состав Большого Мумбаи входят 8 муниципальных корпораций: Большого Мумбаи (англ.), Тханы (англ.), Кальян—Домбивли (англ.), Нави Мумбаи (англ.), Улхаснагара (англ.), Васаи-Вирара (англ.), Бхиванди—Низампура (англ.) и Мира-Бхаяндара, а также 15 муниципальных городов, 7 немуниципальных городских центров и 995 деревень.
- Пригородный округ Мумбаи (9,3 млн)
- Мумбаи-Сити (3,2 млн)
- Тхане (1,8 млн)
- Кальян — Домбивли (1,2 млн)
- Васаи-Вирар (1,2 млн)
- Нави Мумбаи (1,1 млн)
- Бхиванди (1,1 млн)
- Мира-Бхаяндар (0,8 млн)
- Улхаснагар (0,5 млн)

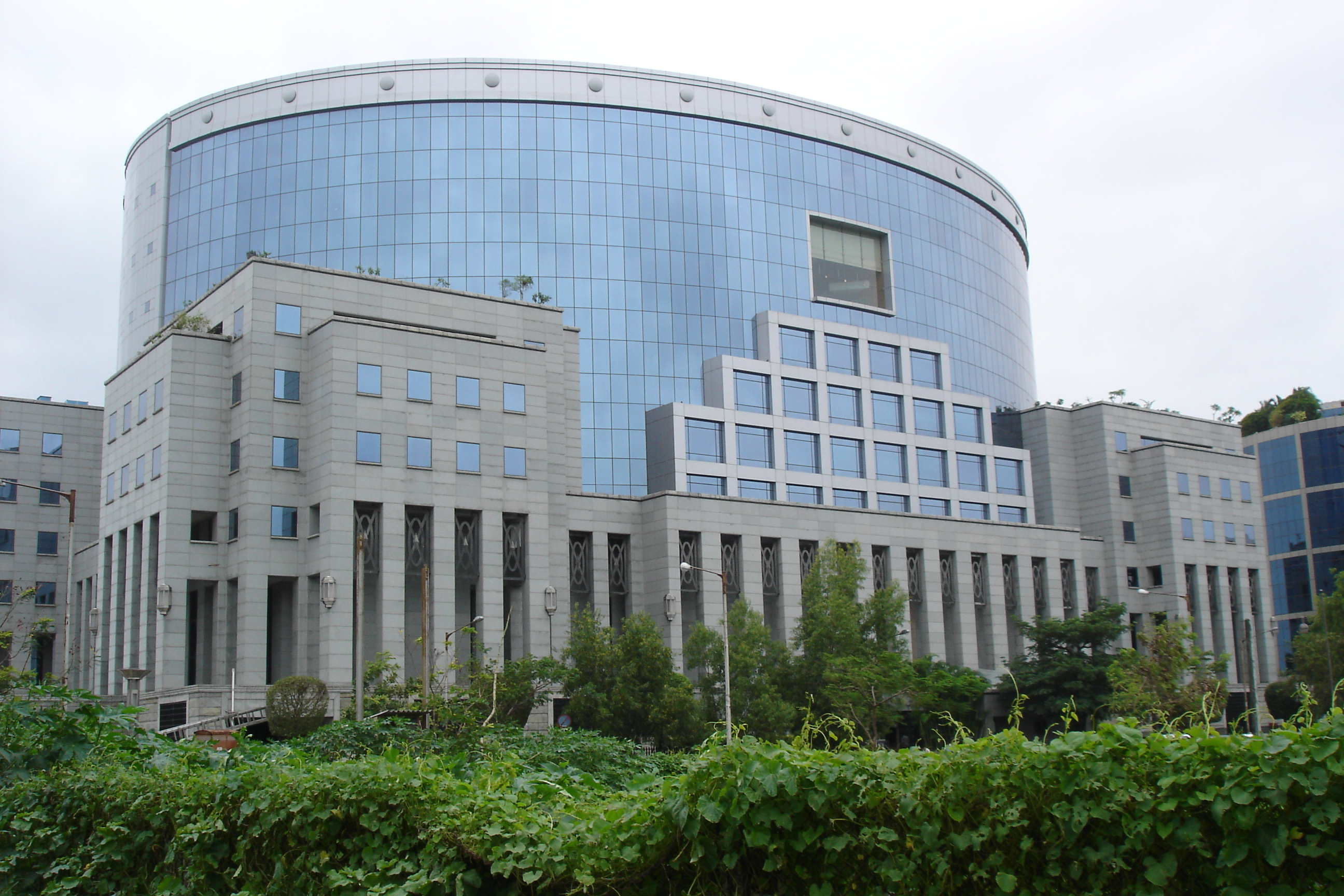
Комплекс Бандра-Курла

Главными деловыми районами Мумбаи являются Нариман-Пойнт (англ.), Комплекс Бандра-Курла (англ.) и Equinox Business Park, где сосредоточены штаб-квартиры и представительства крупнейших индийских и международных компаний и банков. Кроме того, много бизнес-центров и коммерческих офисов расположено в районах Форт (англ.), Колаба (англ.), Ворли (англ.), Парел (англ.), Андхери (англ.), Поваи (англ.), Си-Би-Ди Белапур (англ.), Ваши (англ.) и Махапе (англ.).
В Горегаоне (англ.) сосредоточены многочисленные киностудии, в Чакала (англ.), Саки-Нака (англ.) и Маладе (англ.) — промышленные предприятия, колл-центры и офисы компаний аутсорсинга бизнес-процессов. В Santacruz Electronics Export Processing Zone (англ.) базируются производители электроники, программного обеспечения и ювелирных изделий. В Кандивали (англ.) расположены автомобильный завод Mahindra & Mahindra, промышленные зоны Akurli Industrial Estate, Kandivali (Charkop) Industrial Estate, Gundecha Industrial Estate, Balaji Industrial Estate и Jai Bonanza Industrial Estate. В Версове (англ.) расположен крупный рыболовецкий порт Большого Мумбаи.

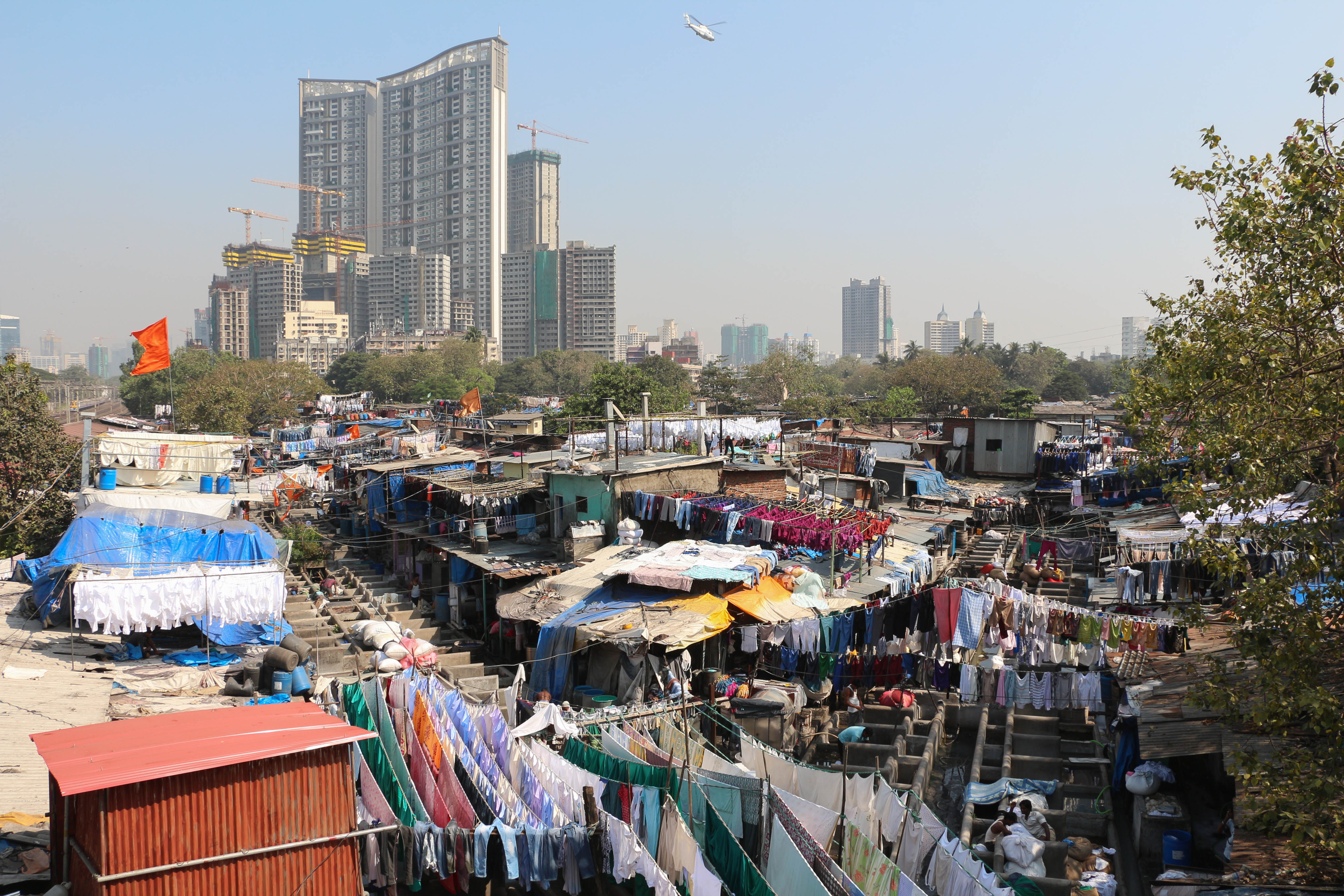
Дхоби-гхат

В Курла расположен Peninsula Technopark, а на месте бывших заводов Premier Automobiles и Mukand Iron & Steel — новые жилые комплексы и торговые центры. В Тромбее базируются химический комбинат Rashtriya Chemicals & Fertilizers, нефтеперерабатывающий завод Bharat Petroleum, Атомный исследовательский центр Бхабха (англ.) и электростанция Tata Power, в Деонаре — завод Bharat Sanchar Nigam, крупнейшая в стране скотобойня и крупнейшая в городе свалка. В Гхаткопаре промышленные предприятия сосредоточены в Ghatkopar Industrial Estate (в том числе заводы моющих средств Godrej Industries).
В Поваи расположен промышленный комплекс Larsen & Toubro (различное оборудование), в Викхроли — Vikhroli IT Park, в Канджурмарге — Akruti Oneworld Corporate Park, Lodha iThink Campus и DS Business Galleria. В Бхандупе находятся предприятия BASF, Crompton Greaves, Asian Paints и CEAT, в Мулунде — предприятия GlaxoSmithKline, Johnson & Johnson и Wockhardt.

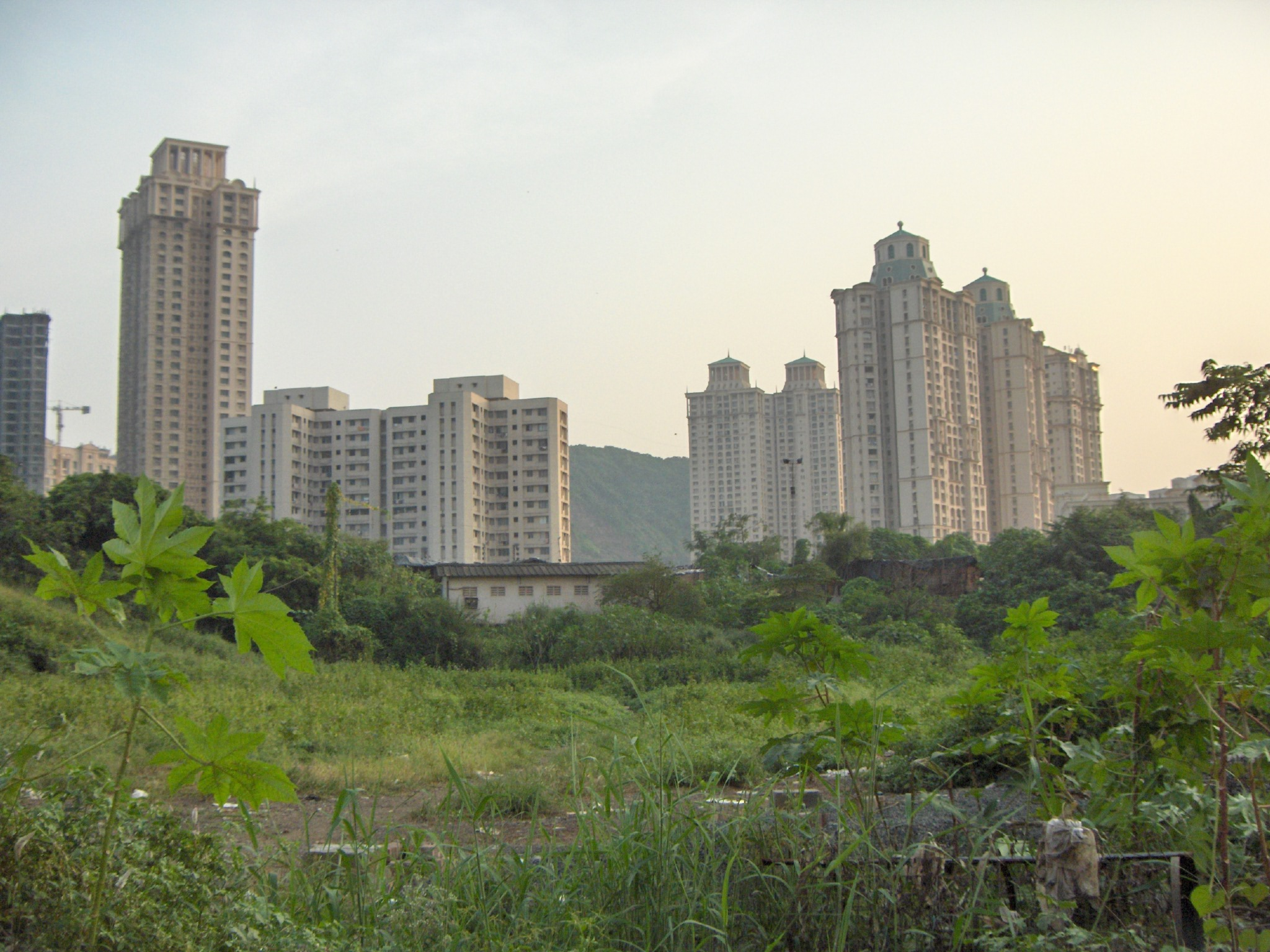
Поваи

В Си-Би-Ди Белапур базируются многочисленные государственные организации и частные корпорации, в том числе Cotton Corporation of India, Konkan Railway Corporation, Navi Mumbai Municipal Corporation и City and Industrial Development Corporation, в International Technology Centre размещаются офисы и колл-центры Wipro. В Аироли расположены СЭЗ Mindspace, где базируются предприятия и исследовательские центры в сфере информационных технологий и программного обеспечения, iGate Knowledge Park, Reliable Tech Park и полиграфический комплекс The Times Group. В Махапе расположены Information Technology Park, Millennium Business Park и Reliance Corporate Park, в Ваши — International Infotech Park, в Кхаргхаре — Taloja Industrial Estate и офис Siemens India.
Огромные трущобы Дхарави являются главным центром сортировки и переработки отходов мегаполиса (бумаги, пластика, металлов, древесины). Кроме того, здесь расположено около 15 тыс. мелких фабрик и мастерских по производству глиняной посуды, окраске тканей, выделке кож, ремонту бытовой электротехники, мобильных телефонов, велосипедов, автомобилей и мебели.
Квартал Дхоби-гхат в районе Махалакшми славится общиной мужчин-прачек (около 5 тыс. человек из 200 семей), которые стирают и гладят бельё отелей, больниц и частных домохозяйств со всего Мумбаи. Дхоби-гхат считается крупнейшей прачечной под открытым небом в мире и привлекает многочисленных иностранных туристов. Рядом находится популярный ипподром Махалакшми. В торгово-туристическом районе Колаба расположены военные причалы и Институт фундаментальных исследований Тата, в районе Мазагаон — причалы старого порта и судостроительные верфи, в Ворли и Пареле на месте старых текстильных и швейных фабрик построены современные жилые комплексы, офисные и торговые центры. Каматхипура является старейшим и крупнейшим в Мумбаи «кварталом красных фонарей».

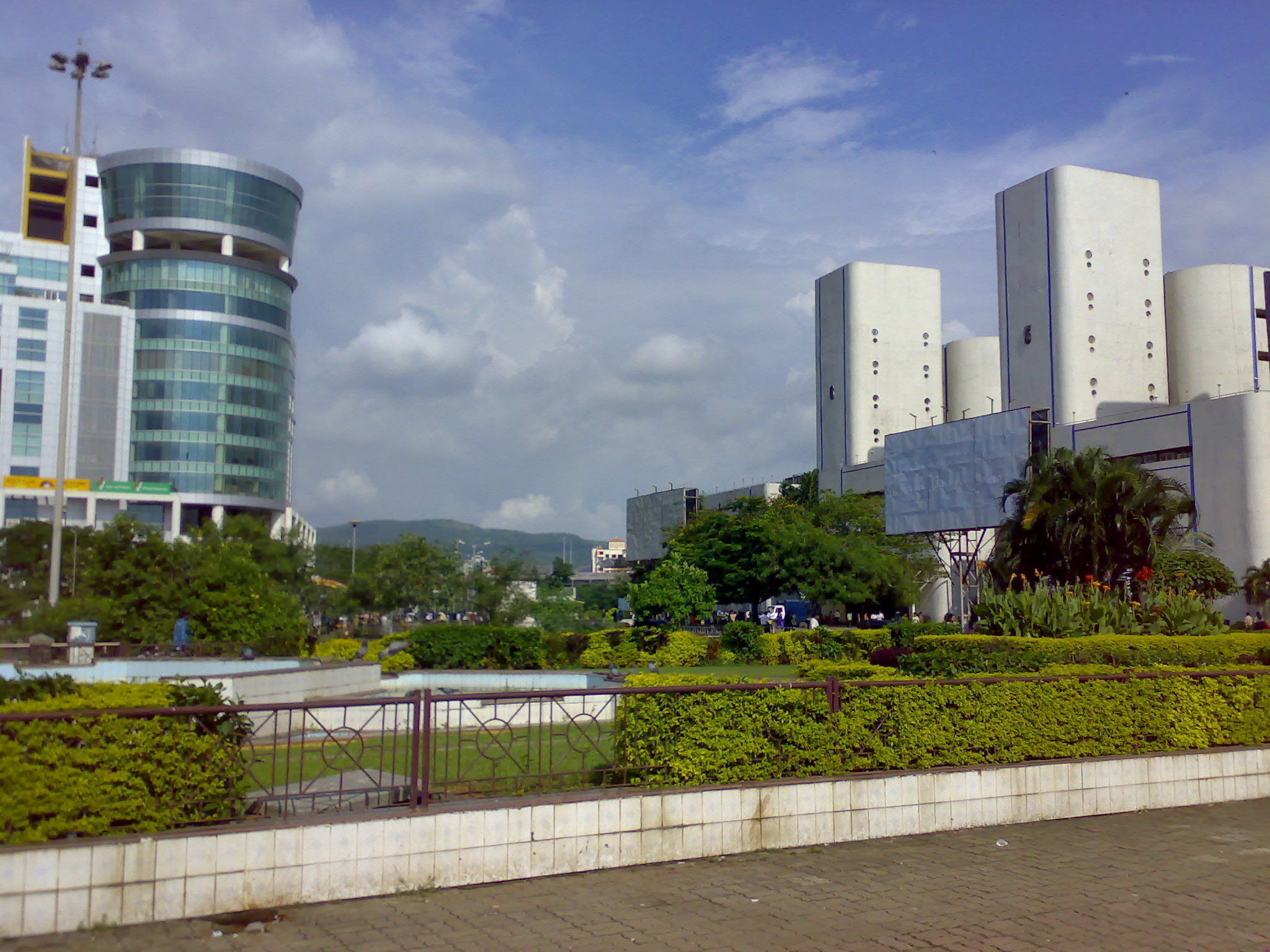
Нави Мумбаи

Район городов Бхиванди и Низампур является вторым во величине индийским центром ткачества после города Сурат в Гуджарате. В районе Алибага расположены предприятия GAIL, Reliance Petrochemicals, Rashtriya Chemicals & Fertilizers, JSW Steel и Welspun Maxsteel, в районе Кхополи — предприятия Wärtsilä, Bhushan Steel и Mahindra Ugine Steel. В Расаяни промышленные предприятия сосредоточены в Patalganga Industrial Zone. В районе Амбарнатха расположены предприятия Mahindra & Mahindra, CEAT и Ordnance Factories Board, в районе Шахада — предприятия текстильной группы Century Rayon (семья Бирла).
В районе Домбивли расположены предприятия Uttam Galva Steels, Gharda Chemicals, Deepak Fertilizers и Vicco Labs. В Тхане промышленные предприятия сосредоточены в индустриальной зоне Wagle Estate (в том числе Emerson Electric). В районе Мумбра расположены предприятия Bharat Gears и Raunak Group.

## История
Губернатор Бомбея Джеральд Онгир поощрял переселение в город парсов из Гуджарата, марвари из Раджастхана, торговцев из касты банья, спасавшихся от португальского гнёта в Гоа, и арабских купцов. После утраты Ост-Индской компанией торговой монополии (1813 год) в Бомбей потянулись предприниматели как с Британских островов, так и из британских колоний. В 1833 году в Бомбей прибыл Давид Сэссун — выходец из семьи багдадских сефардов, положивший начало мощной коммерческой империи.

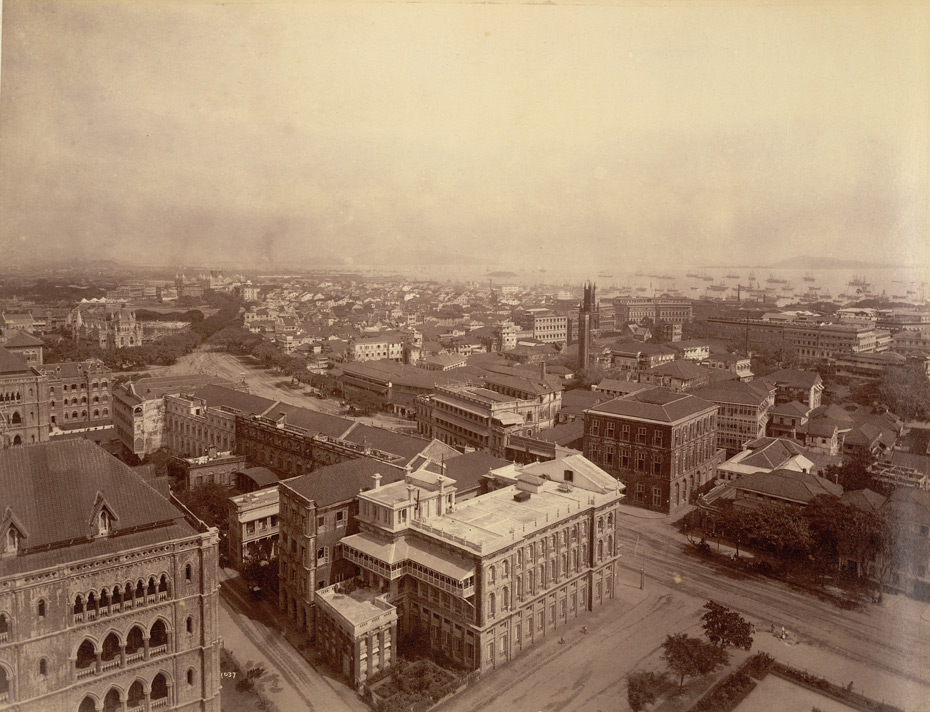
Бомбей в 1880-х годах

В 1853 году в городе открылась первая железная дорога, в 1865 году появился телеграф. Во второй половине XIX века в районе Бомбея зародилось индийское хлопчатобумажное фабричное производство, затем здесь получило развитие машиностроение (особенно ремонт ткацких станков, паровозов и пароходов), началось освоение новых земель. В колониальный период в Бомбее сложилась самая многочисленная и мощная группа индийской буржуазии (выходцы из торгово-ростовщических каст парсов, гуджаратцев, марвари и панджабцев).
Эта буржуазия, выросшая на компрадорской деятельности, позже образовала ведущие индийские монополистические объединения — Tata Group (семья гуджаратских парсов Тата), Mahindra Group (семья панджабских индусов Махиндра), Walchand Group (семья гуджаратских джайнов Хирачанд), Bajaj Group (семья марвари Баджадж), Kirloskar Group (семья Кирлоскар) и Mafatlal Group (семья Мафатлал).
Если в XIX веке в экономике Бомбея преобладали текстильная промышленность и внешняя торговля через местный порт (особенно после открытия в 1869 году Суэцкого канала), то между Первой и Второй мировыми войнами наиболее быстро развивались машиностроение, металлообработка и химическая промышленность. В 1920-х годах в горах возле Бомбея группой Тата был построен мощный каскад гидроэлектростанций. В 1950-х годах группа Тата построила в острове Тромбей теплоэлектростанцию, которая работала на отходах двух соседних нефтеперерабатывающих заводов. В 1960-х годах в южной части Махараштры была пущена ГЭС Койна (англ.), а в северной части штата — АЭС Тарапур, снабжавшие электроэнергией в том числе и район Большого Бомбея.

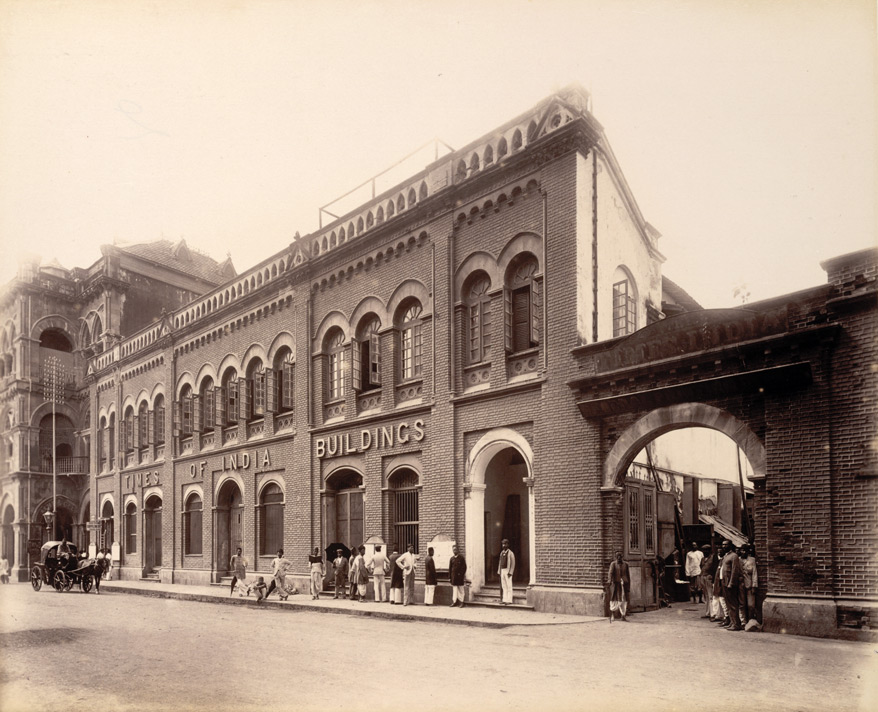
Редакция газеты Times of India

К концу 1970-х годов Бомбей был крупнейшим портом, промышленным, финансовым и торговым центром Индии. На Бомбей приходилось более 50 % индустриального потенциала Махараштры, включая 3/4 мощностей новых видов производств, свыше 50 % производства легковых автомобилей Индии, а также основной поток иностранных инвестиций в промышленность и сферу услуг. Бомбей был крупнейшим в стране центром по экспорту хлопчатобумажных тканей, промышленного оборудования, пластмассовых изделий, лекарств, парфюмерии, ювелирных изделий и марганцевой руды. Полоса между Бомбеем и Пуной являлась главным районом развития химических, нефтеперерабатывающих и машиностроительных предприятий.
Бомбейские бизнесмены лидировали в сфере индийских инвестиций за рубежом. Частный капитал издавна доминировал в экономике Бомбея, в отличие от Дели и Калькутты, где преобладали государственные корпорации. В конце 1970-х годов на Бомбей приходилось около 3/4 предприятий хлопчатобумажной промышленности Махараштры, район Большого Бомбея являлся ведущим центром страны по выпуску синтетических волокон и тканей (здесь доминировали группы Тата, Бирла и Мафатлал).

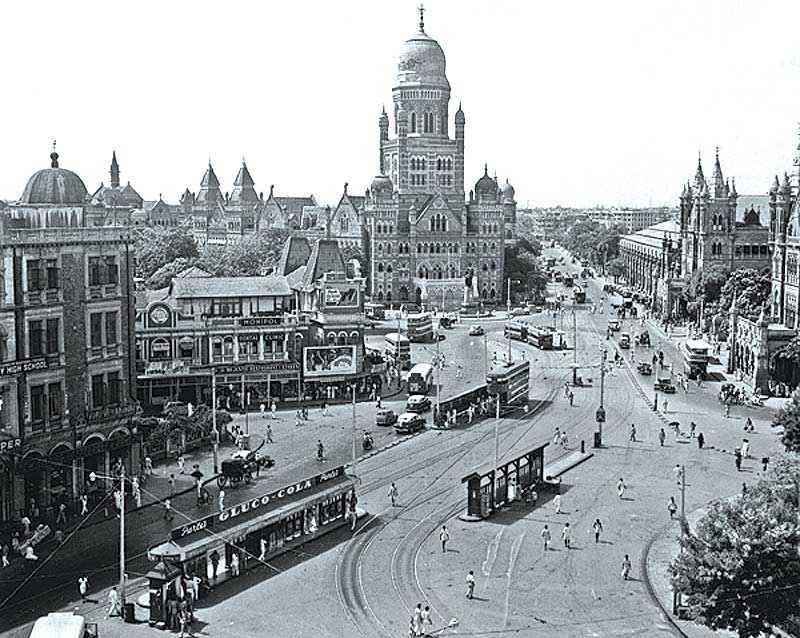
Вокзал Виктория. 1950 год

За текстильной отраслью следовала пищевая промышленность, особенно производство сахара (группа Валчанд), растительного масла, маргарина. Важными отраслями были производство мыла и парфюмерной продукции (группа Тата), бумаги, картона и спичек.
В конце 1970-х годов в Большом Бомбее действовало свыше 800 машиностроительных и металлообрабатывающих предприятий, как крупных, так и средних и мелких. Они выпускали автомобили, двигатели и комплектующие (группы Валчанд и Махиндра), химическое и нефтегазовое оборудование (Larsen & Toubro и Matara), текстильное, пищевое, сельскохозяйственное и железнодорожное оборудование, электронасосы, трансформаторы, аккумуляторы, морские суда и металлообрабатывающие станки.
Химические предприятия Бомбея выпускали шины и автопокрышки, стиральный порошок, красители, серную кислоту, каустическую соду, химические волокна, фармацевтические изделия и пластмассы. С развитием нефтедобычи в Гуджарате (1960-е годы) и на шельфе Махараштры (1970-е годы) резко возросла роль нефтепереработки и нефтехимии Большого Бомбея.
К началу 1980-х годов экономическая география Большого Бомбея была следующей: в Колабе была сосредоточена торговая деятельность, в Эспланаде находился деловой центр, на холме Малабар размещались особняки богатейших семей, старые промышленные предприятия теснились в районе порта и вдоль железных дорог в районах Ворли и Парел. Севернее бухты Махим находились кварталы новых застроек и аэропорт Санта-Круз, в районе Чембур были сосредоточены киностудии Болливуда.
На болотах острова Солсетт в кварталах трущоб и социального жилья проживала почти треть жителей города. В Тромбее располагались центр ядерных исследований, два нефтеперерабатывающих завода, нефтехимический комбинат, завод минеральных удобрений и электростанция, в Тхане — машиностроительные и химические предприятия, в Домбивали — автомобильные и химические предприятия, в Кальяне — заводы по производству химических волокон, синтетических тканей и красителей. После постройки моста и закладки нового порта началось бурное развитие Нави Мумбаи и расположенного южнее Алибага (крупная химическая и металлургическая зона).

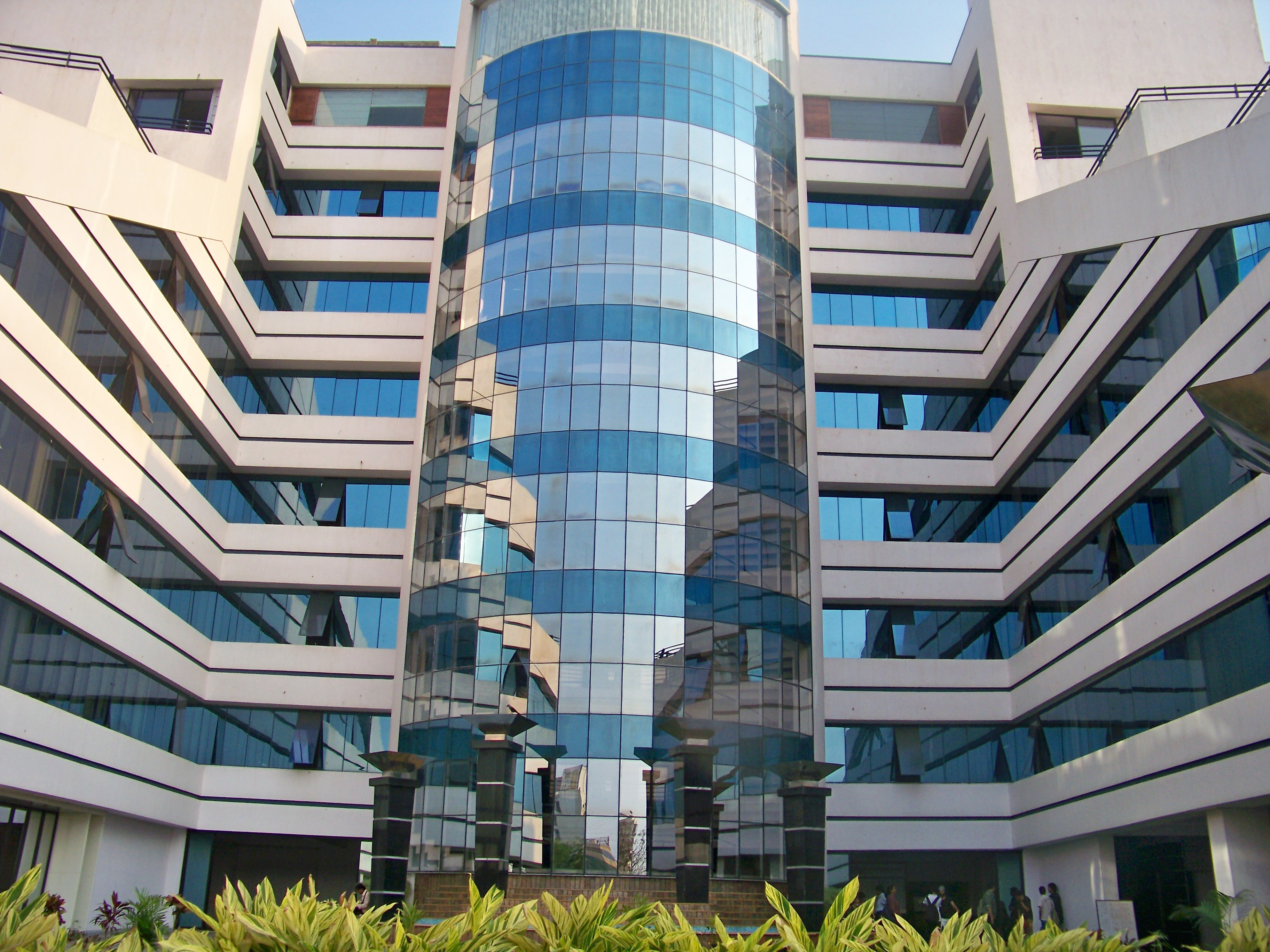
Технологический институт Раджива Ганди

После либерализации экономики в начале 1990-х годов в Мумбаи наблюдался экономический бум. На середину 1990-х пришёлся бум финансового сектора города, на 2000-е — бум информационных технологий, телекоммуникаций, аутсорсинга и экспортно-импортных операций. Кроме того, важными секторами являются машиностроение (автомобили, трактора, морские суда и бытовая электроника), строительство, инжиниринг, операции с недвижимостью, огранка алмазов и других драгоценных камней, здравоохранение, фармацевтика, кожевенная и швейная промышленность, индустрия развлечений (в том числе киноиндустрия, телевидение и музыкальный бизнес), производство продуктов питания, посуды, средств гигиены, бытовой химии, карандашей и мебели.
В начале 1990-х годов началась масштабная программа по переносу старых текстильных и швейных предприятий из Мумбаи и строительству на их месте жилых комплексов, офисов, отелей и торговых центров. Особенно много предприятий было закрыто в районах Ворли, Парел, Махалакшми, Дадар, Лалбауг, Тардео, Прабхадеви, Бикулла, Махим и Севри (часть этой области ранее покрывала промышленная зона Гирангаон, которая во времена своего расцвета насчитывала более 130 фабрик).

## Занятость

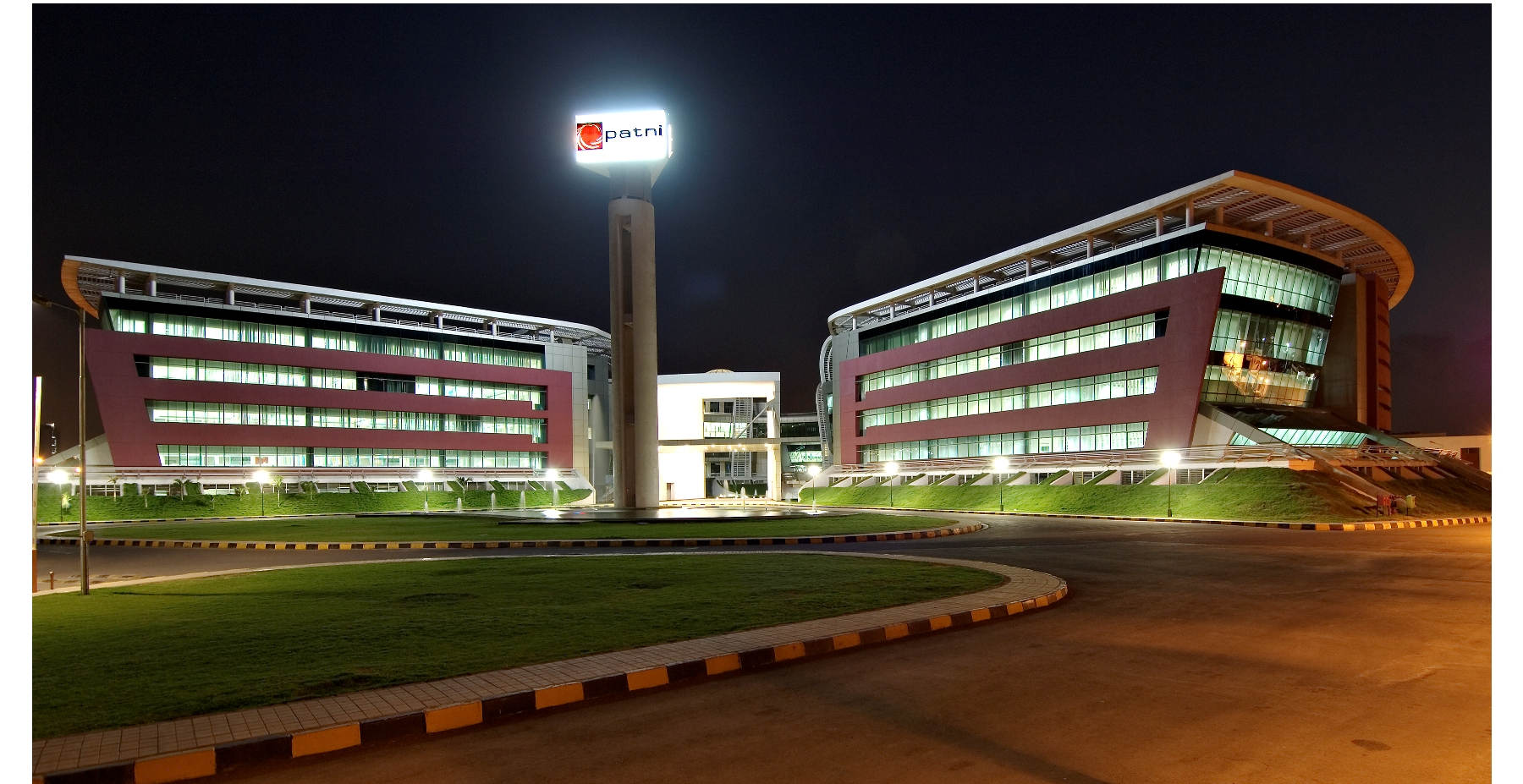
iGate Knowledge Park

В середине 1970-х годов Большой Бомбей сосредотачивал 56 % фабричных рабочих Махараштры. В Мумбаи базируются крупнейшие частные финансово-промышленные группы и государственные корпорации Индии:
- Tata Group
- Reliance Industries
- Aditya Birla Group
- Bharat Petroleum
- Essar Group[англ.]
- State Bank of India
- Hindustan Petroleum
- Mahindra Group[англ.]
- Reliance Anil Dhirubhai Ambani Group[англ.]
- Larsen & Toubro
- Hindalco Industries[англ.]
- ICICI Bank
- JSW Group[англ.]
- HDFC Bank
- Bank of India
- Life Insurance Corporation of India

Среди других многопрофильных конгломератов: Godrej Group, RPG Group, Shapoorji Pallonji Group, Essel Group, Welspun Group, Yash Birla Group, Wadia Group, Future Group, Piramal Group, Mehta Group, Raymond Group и Ador Group.
Также значительную долю занятых составляют государственные служащие мэрии, штата и центрального правительства (в том числе сотрудники муниципальной корпорации, мумбайской полиции, пожарной охраны, армии, налоговой службы, судебных органов, среднего и высшего образования, здравоохранения и культуры). Огромное число работающих средней и низкой квалификации трудятся не по найму (лоточники, грузчики, курьеры, таксисты, велорикши, механики, электрики, сантехники, мелкие ремесленники, парикмахеры, уборщики).
Мумбай является крупной военно-морской базой военно-морских сил Индии, здесь базируются штабы Западного морского командования ВМС и Западного региона береговой охраны Индии.
Мумбаи является родиной уникальной системы доставки еды офисным работникам — даббавала (около 5 тыс. курьеров ежедневно доставляют около 200 тыс. термосов и пакетов с продуктами).
Каждый год в поисках работы в Мумбаи стекаются десятки тысяч крестьян, фабричных рабочих и выпускников вузов не только из Махараштры, но и из Гуджарата, Карнатаки, Тамилнада, Мадхья-Прадеша, Уттар-Прадеша, Бихара, Западной Бенгалии и других штатов. Кроме того, в Мумбаи работают тысячи экспатов, которых привлекают довольно высокие зарплаты.

## Сфера услуг

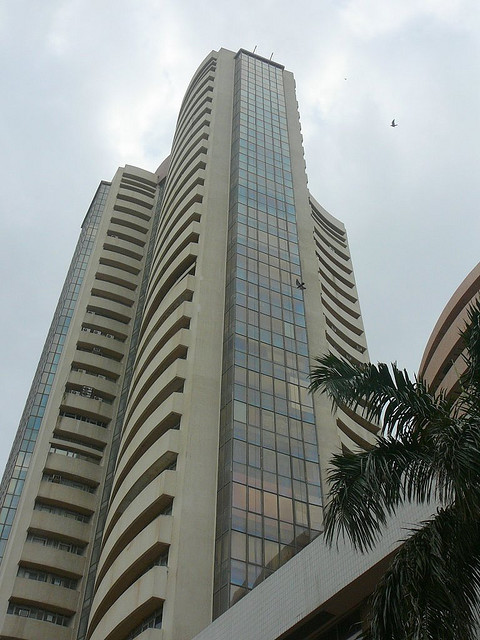
Бомбейская фондовая биржа

### Финансы
В Мумбаи базируются старейшая и крупнейшая в стране Бомбейская фондовая биржа, а также Национальная фондовая биржа Индии, фондовые биржи MCX, OTC и USE, товарные биржи NCDEX, NSE и MCX, Резервный банк Индии, Совет по ценным бумагам и биржам Индии, National Securities Depository и один из четырёх правительственных монетных дворов Индии.
Также в городе расположены штаб-квартиры крупнейших банков, финансовых и страховых компаний Индии: State Bank of India (активы — 376,8 млрд долл., 228 тыс. человек), Life Insurance Corporation of India (активы — 250 млрд долл., 120 тыс. человек), ICICI Bank (активы — 124,2 млрд долл., 62 тыс. человек), Bank of India (активы — 84 млрд долл., 42 тыс. человек), HDFC Bank (активы — 75 млрд долл., 69 тыс. человек), Axis Bank (активы — 62,7 млрд долл., 42 тыс. человек), IDBI Bank (активы — 59,4 млрд долл., 15,5 тыс. человек), Union Bank of India (активы — 57,6 млрд долл., 32 тыс. человек), Central Bank of India (активы — 49,5 млрд долл., 37 тыс. человек), Housing Development Finance Corporation (активы — 43,5 млрд долл., 1,8 тыс. человек), Kotak Mahindra Bank (активы — 18,3 млрд долл., 23,5 тыс. человек), Tata AIG General Insurance, HDFC Life, HDFC ERGO General Insurance, Reliance Capital, Reliance Life Insurance, SBI Life Insurance, ICICI Lombard, New India Assurance, General Insurance Corporation of India, Export Credit Guarantee Corporation of India, AEGON Religare Life Insurance, IDBI Federal Life Insurance, Liberty Videocon General Insurance, IndiaFirst Life Insurance, National Bank for Agriculture and Rural Development, Dena Bank, IndusInd Bank, Yes Bank, Saraswat Bank, Development Credit Bank, Mahindra & Mahindra Financial Services и Indian Railway Finance Corporation.
Кроме того, в Мумбаи находятся штаб-квартиры финансовых компаний Infrastructure Leasing & Financial Services, Housing Development Finance Corporation, Unit Trust of India, Motilal Oswal Group, Kotak Securities, Edelweiss Capital, DHFL и R K Global, представлены дочерние банки и отделения индийских Bank of Maharashtra, Punjab National Bank, Bank of Baroda, Canara Bank, Indian Overseas Bank, Syndicate Bank, Indian Bank, Corporation Bank, Allahabad Bank, UCO Bank, Oriental Bank of Commerce, Andhra Bank, ING Vysya Bank, State Bank of Bikaner & Jaipur и Jammu & Kashmir Bank, международных HSBC, Standard Chartered JPMorgan Chase, Bank of America, Citibank India, Wells Fargo, Merrill Lynch, BNP Paribas, The Royal Bank of Scotland, Blackstone Group, TPG Capital, State Street Corporation, Warburg Pincus и State Bank of Mauritius.
Кроме легальной финансовой системы в Мумбаи широко представлена неформальная расчётная система хавала, через которую индийские иммигранты из США, Канады, Великобритании, Нидерландов, Италии, Австралии, Новой Зеландии, Саудовской Аравии, ОАЭ, Катара, Кувейта, Омана, Бахрейна, Малайзии, Сингапура, Мьянмы, ЮАР и Маврикия переводят деньги на родину.

### Торговля
В Мумбаи базируются Индийская торговая палата, крупнейшая в стране алмазная биржа Bharat Diamond Bourse, торговая группа Future Group, контролирующая сети магазинов Big Bazaar (гипермаркеты), Central (гипермаркеты), Pantaloons и Brand Factory (одежда), торговая группа Reliance Retail, контролирующая сети магазинов Reliance Fresh (супермаркеты) и Reliance Digital (электроника), торговая группа Shoppers Stop, сети гипермаркетов и супермаркетов Essar Hypermart, D-Mart и HyperCity, сети магазинов бытовой электроники Cromā и The MobileStore, сети ювелирных магазинов Gitanjali Group и Tribhovandas Bhimji Zaveri, сети магазинов одежды Globus и Provogue, сети мебельных магазинов Home Centre Stores и Welspun Retail, сеть кофеен Tata Starbucks, сети ресторанов Spices & Sauces, Barbeque Nation, Jumbo King, Moshe's и Goli Vada Pav.

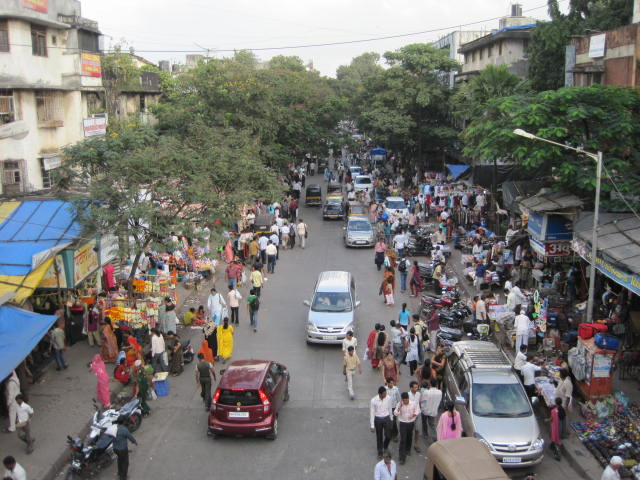
Рынок Чембур

Среди крупнейших торговых центров Большого Мумбаи — Crossroads Mall, Atria Mall, SoBo Central и Palladium Mall (Ворли), High Street Phoenix (Парел), City Mall (Андхери), Oberoi Mall (Горегаон), Phoenix Market City (Курла), R City Mall (Гхаткопар), Huma Mall (Канджурмарг), R-Mall (Мулунд), Neptune Magnet Mall (Бхандуп), Inorbit Mall и Hypercity Mall (Малад), Growel's 101, Raghuleela Mall, Sunrays Shopping Center и V Mall (Кандивали), Maxmall и Market Line (Аироли), Raghuleela Mall, Center One, Inorbit Mall, Palm Beach Galleria, Citi Center, Satra Plaza и Fantasia (Ваши), Fountain Square, Little World и Glomax (Кхаргхар), Infocity Mall, Sahakar Bhandar и Turning Point (Нерул), Bhoomi Mall (Си-Би-Ди Белапур), Korum Mall, LakeCity Mall и Viviana Mall (Тхане), Metro Junction Mall (Кальян) и Dattani Square (Васаи).
Крупнейшими рынками Мумбаи являются Чор-базар (бывшие в употреблении товары, антиквариат и мебель), рынок Кроуфорд (фрукты, овощи, специи, косметика, одежда и домашние животные), Завери-базар (ювелирные украшения, драгоценные камни и металлы), рынок Бхулешвар (овощи и фрукты), рынок Мангалдас (шёлк и другие ткани), Чира-базар и Нулл-базар (ювелирные украшения), Бхенди-базар (антиквариат, ремесленные изделия и продукты), Лохар-чаул (электроника и бытовая электротехника), Дава-базар (лекарства, медицинские инструменты и научные приборы) и рынок Чембур (овощи, фрукты и одежда). Популярными торговыми улицами являются Фешн-стрит (одежда, ткани и обувь), Колаба-козевэй (антиквариат, ювелирные изделия, книги, электроника и косметика), Лэмингтон-роуд (компьютеры, средства связи и бытовая электроника), Линкинг-роуд (одежда, обувь и продукты) и Принцесс-стрит (лекарства, химические товары и медицинское оборудование).
В Ваши расположен APMC (Agriculture Produce Market Committee) — крупнейший в Азии оптовый рынок овощей, фруктов (в том числе сухофруктов), сахара, специй, пряностей, зерна (в основном риса и пшеницы), рыбы и мяса. В Бикулле расположены крупнейший в Мумбаи овощной рынок и оптовый рынок древесины Мустафа-базар. В Фор-Бунгалос расположен крупный овощной и рыбный рынок. В районе Байдуни-Чоук продают медные и бронзовые изделия, в районе Пхул-Галли — гирлянды из цветов для храмовых подношений и свадебных церемоний, на улице Маттон-роуд — антиквариат и различные подделки под старину. Несмотря на быстрое развитие современных форматов торговли, в Мумбаи по прежнему очень много уличных торговцев, поваров, чистильщиков обуви, парикмахеров и лекарей.

### Телекоммуникации и информационные технологии

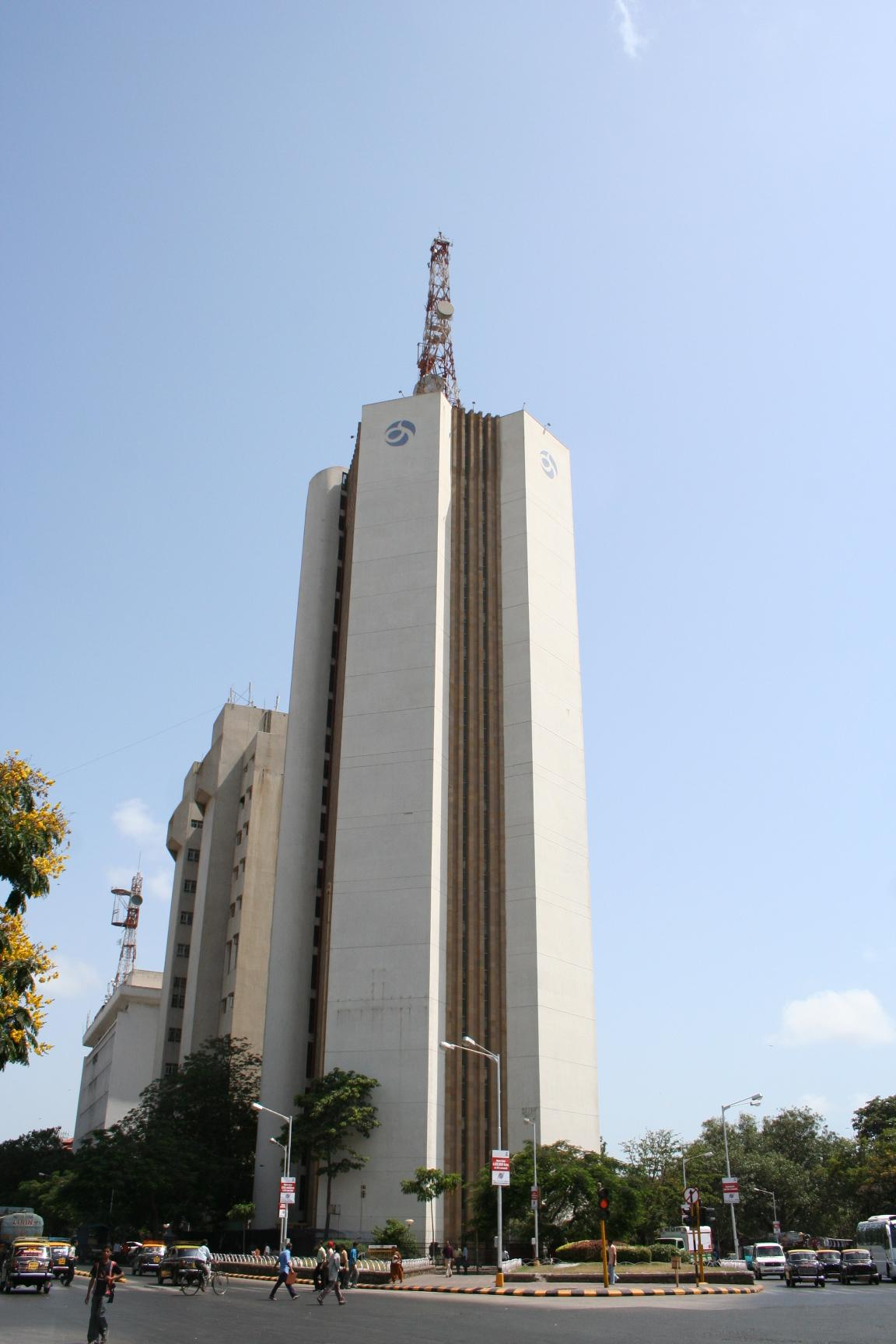
Штаб-квартира Tata Communications

В Мумбаи базируются крупнейшая индийская ай-ти корпорация Tata Consultancy Services (305 тыс. человек), крупнейшие операторы мобильной связи Reliance Communications, Vodafone India, Idea Cellular, Tata Teleservices и Loop Mobile, группа Tata Communications, а также компании Intelenet Global Services, WNS Global Services, Larsen & Toubro Infotech, Oracle Financial Services Software, Hexaware Technologies, 3i Infotech, eClerx, Datamatics Global Services, Godrej Infotech, Google India, SAP India, Microsoft India, Rolta India, Siemens Technology Services, Geometric, Melstar Information Technologies, Mastek, Tata Interactive Systems, Onward Technologies, Blue Star Infotech, Directi, IDBI Intech, Hurix Systems, Aftek, Thirdware, iKen Solutions, Zycus, IBM India, Accenture Services, Barclays Shared Services, Citicorp Service India, Morgan Stanley Solutions India, J.P. Morgan Services India, Atos India, Credit Suisse Business Analytics India, BNP Paribas India Solutions, Nomura Services India, RBS Business Services, Capgemini India, DHL Logistics, Hapag-Lloyd Global Services, Maersk Global Service Centres India, Capita India, General Mills India, Cognizant Technology Solutions India, Jardine Lloyd Thompson India, Hewitt Associates India, Computer Sciences Corporation India.
Основными провайдерами проводной и мобильной связи, а также интернета являются компании Mahanagar Telephone Nigam, Vodafone India, Reliance Communications, Bharti Airtel, Tata Teleservices, Idea Cellular, Loop Mobile и Aircel. Крупнейшим провайдером сетевых услуг является мумбайская компания GTL.
Несмотря на сильную конкуренцию со стороны Бангалора, Хайдарабада и Пуны, Мумбай занимает прочные позиции в индийской сфере информационных технологий. Большое число ай-ти компаний расположены в специализированных кластерах: Santacruz Electronics Export Processing Zone в Андхери, Infinity IT Park в Диндоши, International Infotech Park и Technocity в Нави Мумбаи.

### Туризм и индустрия развлечений

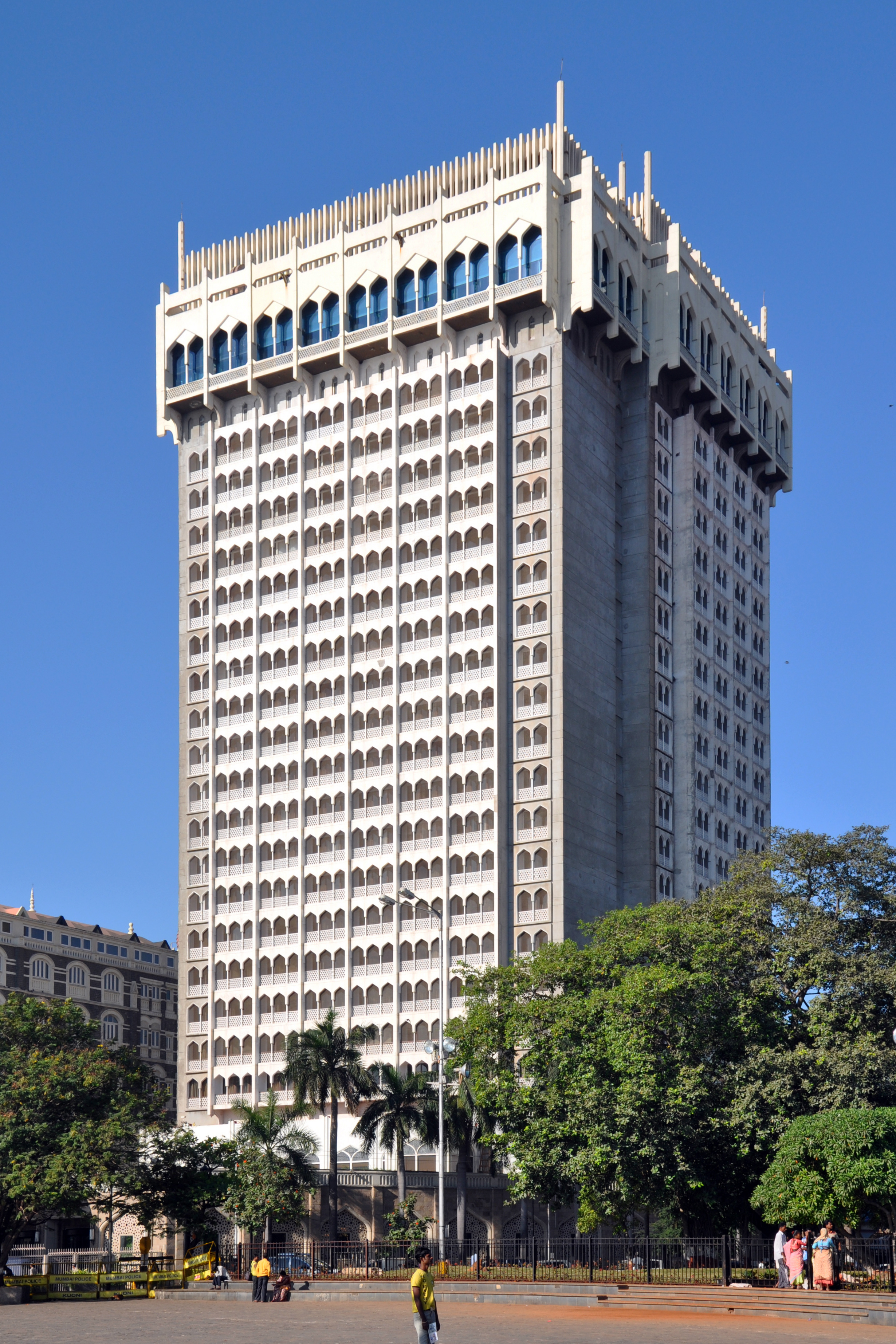
Taj Mahal Tower

В Мумбаи издаются многочисленные газеты и журналы на английском, маратхи и гуджарати, здесь базируются крупнейшие индийские телеканалы и радиостанции, а также офисы международных СМИ. Ежегодно Болливуд производит сотни фильмов на хинди и маратхи, телестудии Мумбаи производят самые популярные в стране телесериалы и шоу-программы. Крупнейшими комплексами киностудий и телестудий являются Balaji Motion Pictures, Balaji Telefilms, Film City и Ramdev Film Ciity. В Гораи расположен популярный парк развлечений EsselWorld.
В городе расположены штаб-квартиры крупнейших масс-медиа корпораций The Times Group (газета The Times of India, кино, телевидение, радио, интернет и реклама), Zee Entertainment Enterprises (телевидение, кино и радио), Reliance Entertainment (кино, музыка, телевидение, радио и интернет), STAR India (телевидение, кино и реклама), UTV Software Communications (кино, телевидение, анимация, интернет и реклама), Tata Sky (телевидение), The Walt Disney Company India (кино и телевидение), Multi Screen Media (кино и телевидение), Reliance Communications (телевидение и интернет), Videocon (телевидение и интернет) и Viacom 18 (телевидение), сетей кинотеатров Big Cinemas, INOX Leisure, Fun Cinemas, MovieTime Cinemas и Mukta A2 Cinemas, гостиничных сетей Taj Hotels Resorts and Palaces и The Leela Palaces, Hotels and Resorts.
Также в Мумбаи базируются государственные National Film Development Corporation of India и Maharashtra Tourism Development Corporation. Среди крупнейших отелей Мумбаи выделяются 63-этажный Namaste Hotel (300 м), 53-этажный Oberoi Oasis (239 м), 52-этажный Kohinoor Square (203 м), 38-этажный Palladium Hotel (155 м), 35-этажный Four Seasons Mumbai (146 м), 32-этажный Westin Hotel (133 м), 35-этажный Oberoi Trident (117 м), 24-этажный Taj Mahal Palace & Tower (76 м), 15-этажный The Oberoi (70 м), 21-этажный Taj President (67 м), а также Grand Hyatt Mumbai, JW Marriott Mumbai, Sofitel Mumbai BKC, Taj Lands End, ITC Grand Central, Hilton Mumbai International Airport, The Leela Mumbai, Sahara Star, Courtyard by Marriott Mumbai International Airport, Holiday Inn Mumbai International Airport, Lakeside Chalet, Ramada Navi Mumbai, Sheraton Navi Mumbai, Royal Tulip Navi Mumbai, Fortune Select Exotica, Marine Plaza, The Waterstones и The Shalimar.
Часть туристов (особенно бизнес-туристов, посещающих выставки, семинары и конференции) приезжает именно в Мумбаи, часть следует через Мумбаи к пещерным храмам Аджанты, Эллоры, Карлы, Бхаджи и Бедсе. Многие туристы, отдыхающие на пляжах Гоа, совершают ознакомительные поездки в Мумбаи. Среди основных достопримечательностей города, популярных у туристов — арка Ворота Индии, отель Тадж-Махал, статуя Шиваджи, музей принца Уэльского, вокзал Чхатрапати Шиваджи, зал собраний и библиотека Мумбайского университета, башня Раджабаи, здания Верховного суда и Главного почтамта, фонтан Флоры, синагога Кнессет Элияху, кафедральный собор Святого Фомы, здание муниципальной корпорации Мумбаи (мэрии), рынок Кроуфорд, церковь Сент-Эндрю, Афганская церковь, колледж Святого Ксавьера, музей доктора Бхау Даджи Лада, библиотека Давида Сэссуна, Чор-базар, мечеть Джама-Масджид, мечеть Хаджи Али, храм Махалакшми, пагода мировой випассаны, пляж Чаупати, буддийские пещерные комплексы Канхери, Махакали и Джогешвари, индуистские пещеры Элефанта и Мандапешвар, португальский форт Бассейн в Васаи.

### Консалтинг и юридические услуги

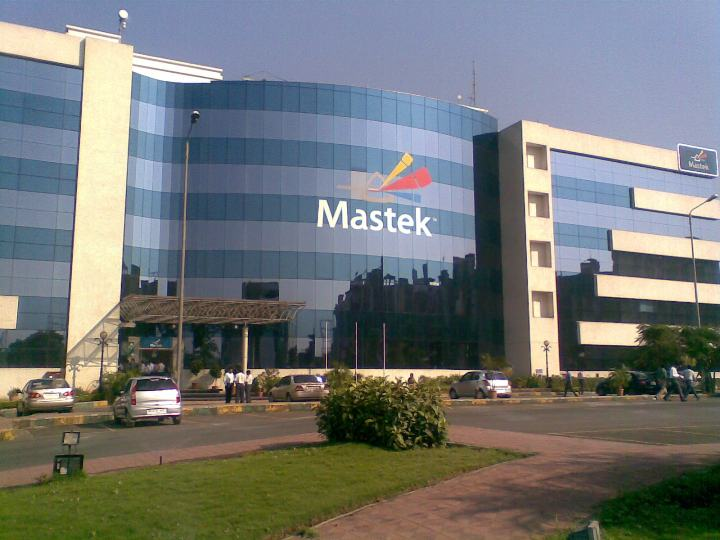
Штаб-квартира Mastek

В Мумбаи расположены офисы ведущих мировых и национальных консалтинговых компаний IMRB International, Accenture, McKinsey & Company, Boston Consulting Group, Bain & Company, Ernst & Young, Monitor Deloitte, CRISIL, а также юридических компаний AZB & Partners, Wadia Ghandy & Company, Amarchand & Mangaldas & Suresh A Shroff & Co, Platinum Partners и Khaitan & Co.

### Девелопмент
В Мумбаи базируются крупнейшие частные девелоперы страны: DB Realty, Lodha Group, Marathon Group, Oberoi Realty, Tata Housing Development, Godrej Properties, Equinox Realty, Bombay Realty, Hubtown, Mahindra Lifespace Developers, а также государственная компания Mumbai Metropolitan Region Development Authority.
В последние годы в Мумбаи появились крупные деловые и жилые комплексы. Среди крупнейших офисных центров — 40-этажный Ruby Tower, 40-этажный Sunshine Tower, 38-этажный Marathon Futurex, 35-этажный World Trade Centre и 32-этажный Indiabulls Finance Centre.
Среди крупнейших жилых комплексов — две 60-этажные башни The Imperial, две 53-этажные башни Lodha Bellissimo, три 55-этажные башни Orchid Woods, 51-этажный Planet Godrej и четыре 45-этажные башни Vivarea Towers.

## Промышленность

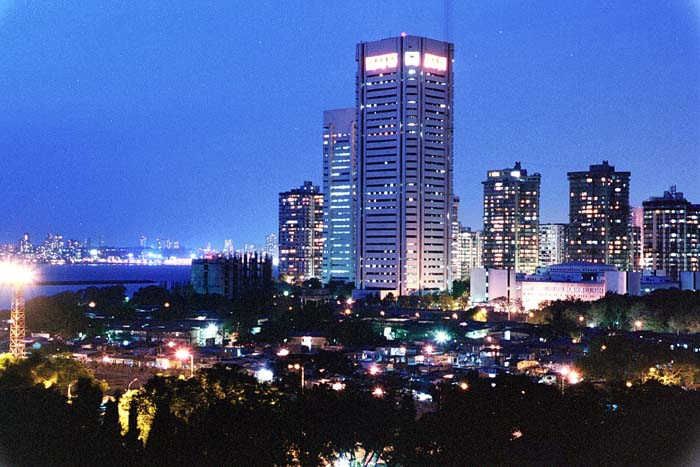
World Trade Centre

### Пищевая промышленность
Район Большого Мумбаи является важным центром по сортировке, хранению и переработке выращиваемых в штате сахарного тростника, арахиса, кунжута, красного перца, риса, джовара, баджры, пшеницы, бананов, манго, папайи, винограда, гранатов, кешью, а также по переработке рыбы и молока.
В Мумбаи базируются крупнейшие в стране пищевые компании Hindustan Unilever (чай, кофе, соки, соусы, приправы, супы, десерты, мороженое, хлебобулочные и кондитерские изделия, мука), Cadbury India (шоколадные и хлебобулочные изделия, конфеты, прохладительные напитки, жевательная резинка), Bajaj Hindusthan (сахар), Parle Agro (прохладительные напитки, соки, питьевая вода, кондитерские изделия), Bisleri (питьевая вода), Monginis (хлебобулочные и кондитерские изделия), Everest Spices (специи и пряности).

### Текстильная и швейная промышленность
Мумбаи является домом для таких крупных текстильных компаний, как Alok Industries, Bombay Dyeing, Birla Cotsyn, Century Textile and Industries, Grasim Bhiwani Textiles, Kapotex Industries, Raymond, Khatau Group, Welspun Syntex и Welspun India. Большинство старых текстильных компаний сегодня имеют интересы в других сферах бизнеса (недвижимость, розничная торговля, финансовые услуги). Кроме того, из-за дороговизны недвижимости почти все старые текстильные фабрики вынесены за пределы Мумбаи. Несмотря на значительное сокращение текстильного производства в самом Мумбаи, район Большого Мумбаи продолжает играть важную роль в переработке хлопчатника, изготовлении и окраске хлопчатобумажных тканей.

### Машиностроение

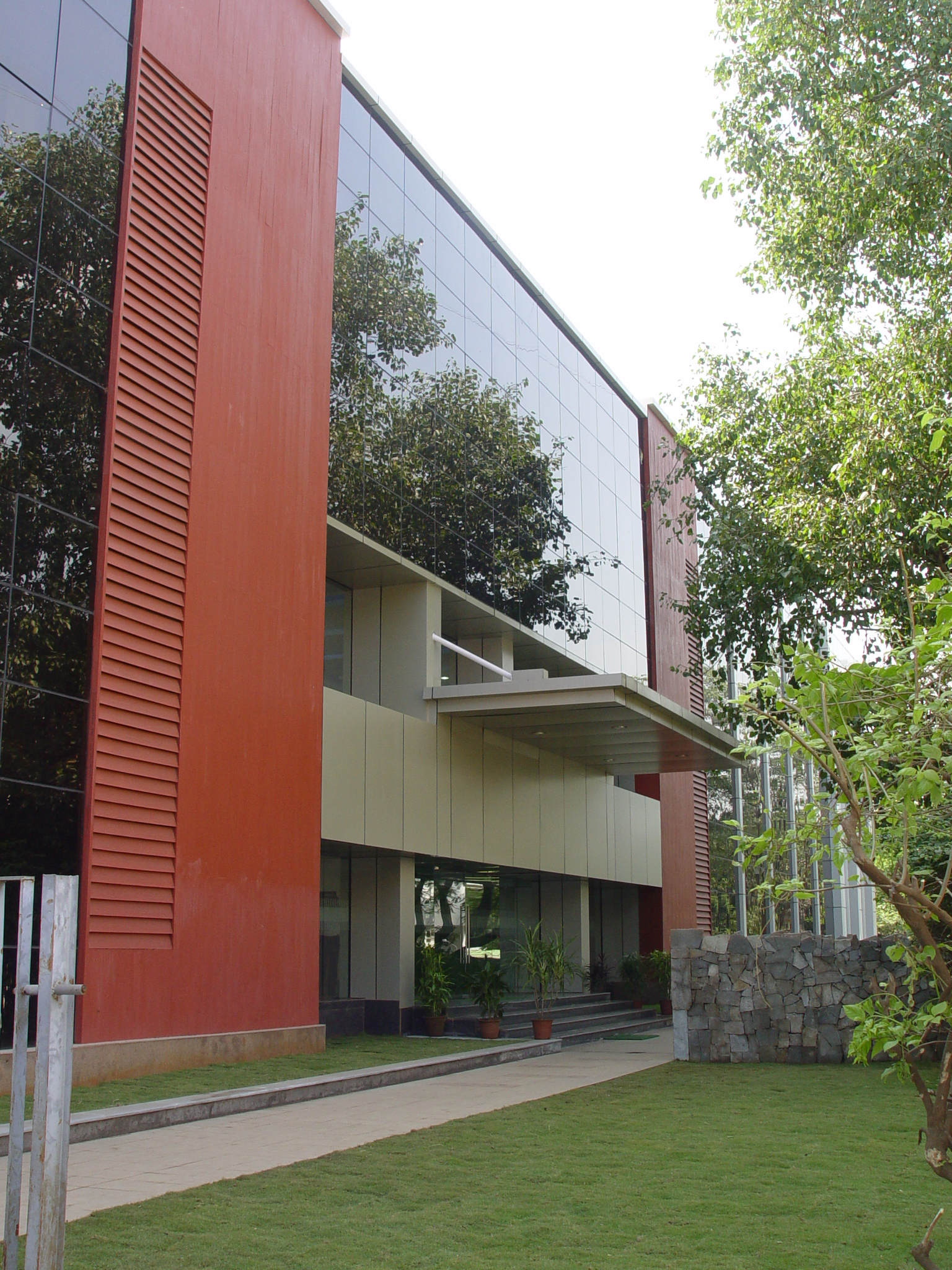
Офис Tata Power

Большой Мумбаи является крупным производителем автомобилей и автокомплектующих, тракторов, бытовой электротехники. В районе старого Мумбайского порта расположены судоремонтные и судостроительные верфи Mazagon Dock и Bombay Dockyard. Рядом, в районе Парел, расположен завод по ремонту вагонов и локомотивов.
В Мумбаи расположены штаб-квартиры крупнейшей автомобилестроительной компании Индии Tata Motors (66,5 тыс. человек), второй по величине автомобильной компании Mahindra & Mahindra (19,5 тыс. человек), производителя грузовиков Asia MotorWorks, автомобильной компании Premier, крупнейшего производителя электроники и электротехники Videocon (9 тыс. человек), крупнейшего производителя подшипников NRB Bearing, производителей энергетического, электротехнического и транспортного оборудования Bajaj Electricals, KEC International, Voltas, Walchandnagar Industries и Bharat Bijlee, судостроительных компаний Bharati Shipyard и Pipavav Shipyard, авиационной компании Mahindra Aerospace, производителей бытовой электротехники Onida Electronics и Jaipan Industries, производителя компьютеров Zenith.

### Энергетика и коммунальное хозяйство
В Мумбаи базируются государственная Индийская корпорация по атомной энергии, которая управляет всеми атомными электростанциями Индии, и транспортно-энергетическая группа Reliance Infrastructure, которая через дочерние компании Reliance Energy и Reliance Power работает в энергетическом секторе Большого Мумбаи. Также в Мумбаи расположены штаб-квартиры энергетической компании Tata Power, которой принадлежит угольная теплоэлектростанция в Тромбее, энергетической компании JSW Energy, которой принадлежит угольная электростанция в округе Ратнагири, государственных энергетических компаний Maharashtra State Electricity Distribution Company (Mahavitaran), Maharashtra State Power Generation Company (Mahagenco) и Maharashtra State Electricity Transmission Company (Mahatransco), муниципальной энергетической компании Brihanmumbai Electric Supply and Transport, которая обслуживает Мумбаи-Сити.
Mahagenco управляет газовой электростанцией в Нави Мумбаи. Поставки чистой воды и очистка сточных вод находятся в компетенции Brihanmumbai Municipal Corporation и других муниципальных корпораций мегаполиса.

### Нефтегазовая и химическая промышленность
В Мумбаи базируются крупнейшая нефтехимическая и нефтегазовая корпорация страны Reliance Industries (23,5 тыс. человек), крупные нефтегазовые и нефтехимические компании Bharat Petroleum (13 тыс. человек), Hindustan Petroleum (11 тыс. человек), Supreme Petrochem, Essar Oil и Castrol India, крупнейшие в стране производители красок Asian Paints, Kansai Nerolac Paints и Shalimar Paints, крупнейший производитель клея Pidilite Industries, крупный производитель шин CEAT, крупный поставщик газа Mahanagar Gas, химические компании (в том числе производители бытовой химии, моющих средств и товаров личной гигиены) Hindustan Unilever, Tata Chemicals, Supreme Industries, Godrej Industries, Aarti Industries, Clariant Chemicals, Rashtriya Chemicals & Fertilizers, Hindustan Organic Chemicals, Godrej Consumer Products, Jyothy Laboratories, Bajaj Corp, Marico, Procter & Gamble India, Colgate-Palmolive India и Beiersdorf India.
Мумбайский нефтеперерабатывающий завод принадлежит компании Bharat Petroleum. Второй НПЗ в Мумбае принадлежит компании Hindustan Petroleum. Важнейшим месторождением нефти является Бомбей Хай, разрабатываемое компанией Oil and Natural Gas Corporation.

### Строительство и производство стройматериалов
В городе расположены штаб-квартиры крупнейших индийских строительных и инжиниринговых компаний Larsen & Toubro (54 тыс. человек), Welspun Corp, Hindustan Construction Company, Gammon India, IRB Infrastructure, JSW Infrastructure, Magoxy Infra и Housing Development and Infrastructure, крупнейших производителей цемента и стройматериалов ACC Limited, UltraTech Cement, Ambuja Cements, Grasim Industries, Binani Cement и JSW Cement.

### Металлургия
В Мумбаи базируются крупнейший в стране производитель алюминия и меди Hindalco Industries (20 тыс. работников), крупнейшая сталелитейная компания Tata Steel (80,5 тыс. работников), сталелитейные компании Mukand (24 тыс. работников), Uttam Galva Steels (англ., 18 тыс. работников), JSW Steel (9,5 тыс. работников), Essar Steel, Mahindra Ugine Steel и Welspun Maxsteel (англ.), производитель цинка Binani Industries (англ.), производитель редкоземельных элементов Indian Rare Earths, производитель золота Shirpur Gold Refinery.

### Фармацевтика

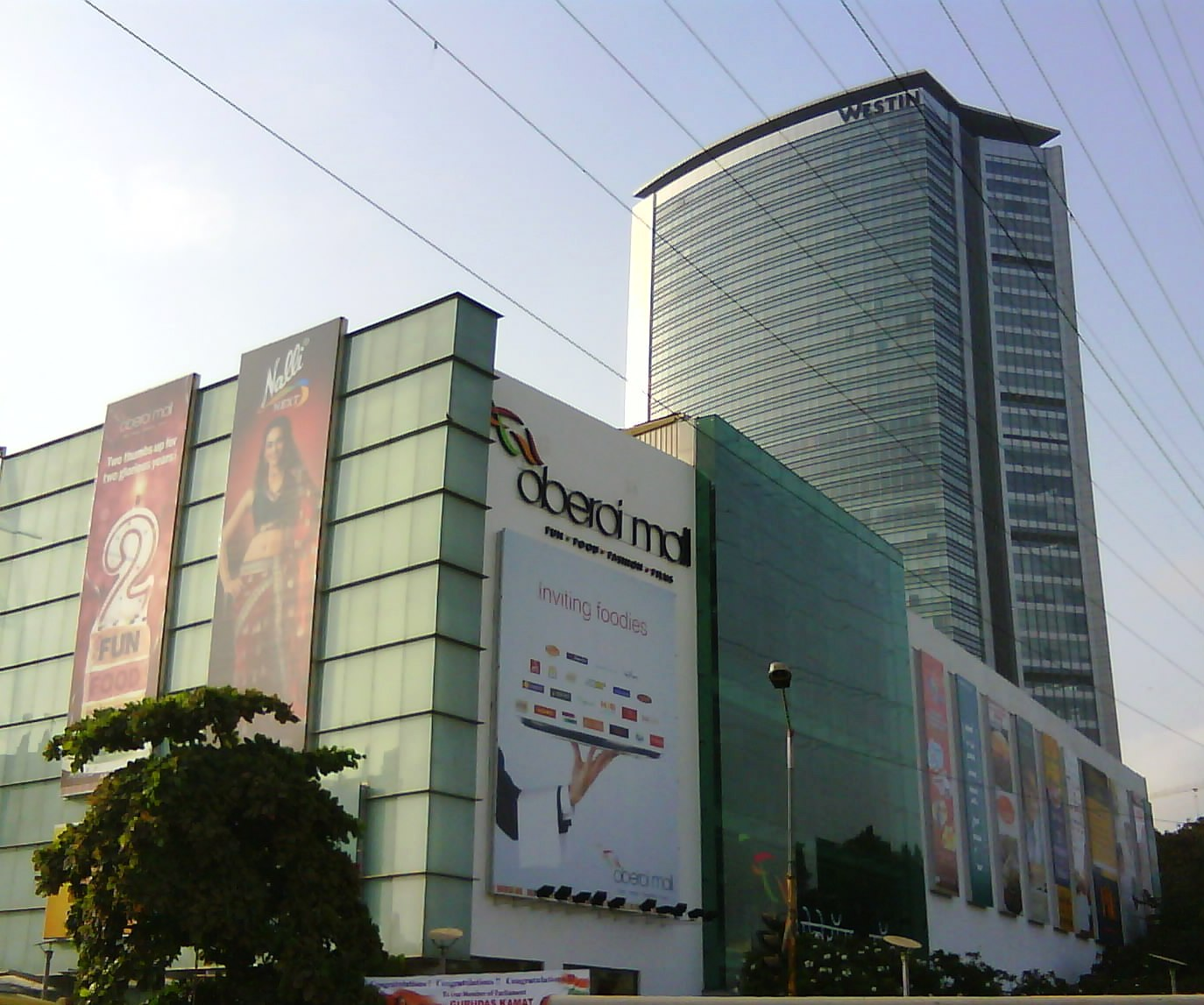
Oberoi Mall и отель Westin

В Мумбаи расположены штаб-квартиры крупных фармацевтических и биотехнологических компаний Sun Pharmaceutical (14 тыс. человек), Cipla (22 тыс. человек) и Lupin Limited (15 тыс. человек), а также компаний Ipca Laboratories, Wockhardt, Glenmark Pharmaceuticals, Ajanta Pharma, Unichem Laboratories, Elder Pharmaceuticals, GlaxoSmithKline Pharmaceuticals, Zandu, Aventis Pharma, VAV Life Sciences, Aanjaneya Lifecare, RPG Life Sciences, Themis Medicare, Piramal Enterprises, Vicco Group и Bliss GVS Pharma.

### Другие отрасли промышленности
В Мумбаи базируются крупнейший в стране производитель пластиковой упаковки и тары Essel Propack, крупнейший в стране производитель пластиковой мебели и товаров для дома Nilkamal Plastics, крупный производитель стеклянной тары Piramal Glass, крупный производитель водоочистительных, воздухоочистительных и охранных систем Eureka Forbes, производитель кабеля Finolex Cables, крупнейший в стране производитель чемоданов и сумок VIP Industries. В районе Большого Мумбаи сортируют и перерабатывают добываемые в штате бамбук и тик, производят ароматические масла, мыло, парфюмерию и дубильные вещества.

## Транспорт и логистика

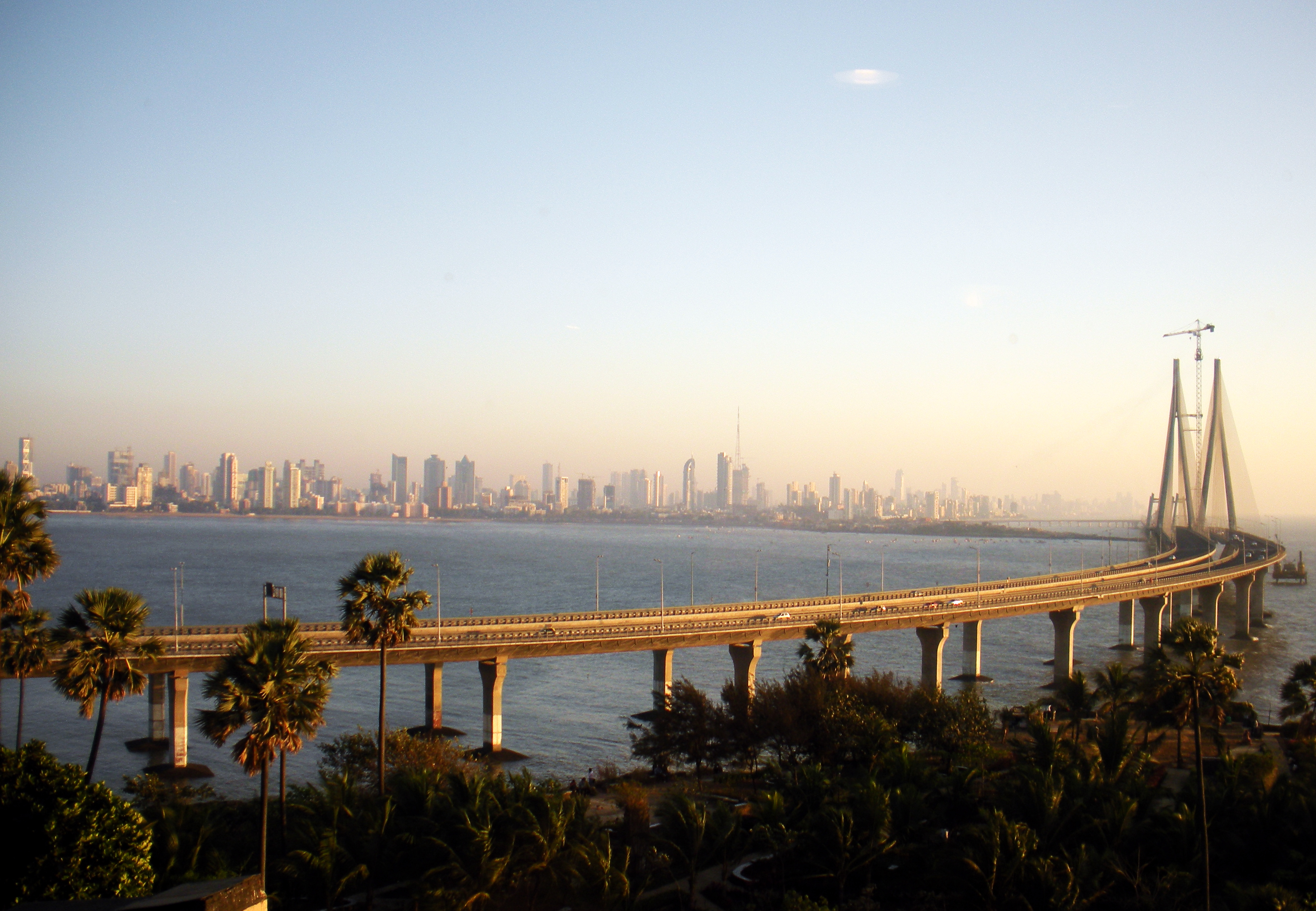
Мост Бандра — Ворли

В Мумбаи базируются крупные судоходные компании Shipping Corporation of India, Mercator, Essar Shipping и Great Eastern Shipping, крупные авиакомпании Jet Airways, GoAir и Global Vectra Helicorp, компания Air India Limited, контролирующая непрофильные активы авиакомпании Air India (компанию Air-India Express, отели и сервисные фирмы), оператор дорог и мостов Maharashtra State Road Development Corporation, логистическая компания National Bulk Handling Corporation.
Общественный транспорт Мумбаи включает Mumbai Suburban Railway (система пригородных электричек), Brihanmumbai Electric Supply and Transport (система автобусных и паромных перевозок), Mumbai Monorail (система монорельсовых дорог), Мумбайский метрополитен, частные таксопарки, моторикш и велорикш. Более 80 % объёма пассажироперевозок приходится на электрички MSR и автобусы BEST. Система пригородных электричек перевозит более 2,2 млрд пассажиров в год и является самой оживлённой в мире.
Кроме компании BEST Bus Service, знаменитой своими двухэтажными автобусами, пассажирские перевозки осуществляют автобусные компании Navi Mumbai Municipal Transport, Thane Municipal Transport, Mira-Bhayandar Municipal Transport, Kalyan Dombivli Municipal Transport и Vasai-Virar Municipal Transport. Основной объём перевозок припадает на маршруты от железнодорожных станций до отдалённых жилых районов и от Южного Мумбаи до пригородов. Крупнейшим оператором междугородних автобусных маршрутов является компания Maharashtra State Road Transport Corporation со штаб-квартирой в Мумбаи.

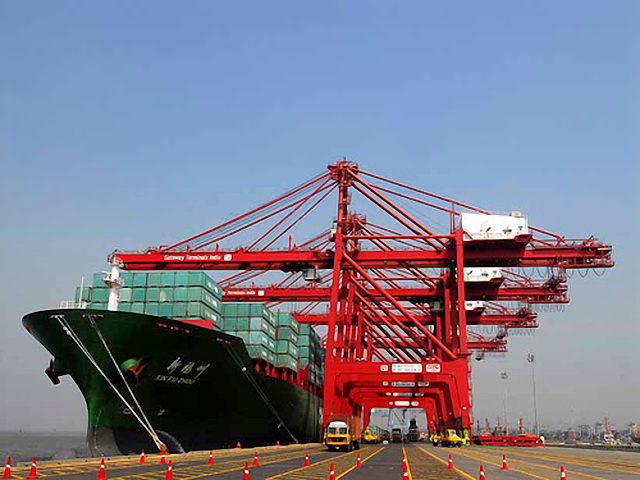
Порт имени Джавахарлала Неру

Mumbai Suburban Railway входит в состав Indian Railways и насчитывает четыре линии. Central Line, Harbour Line и Trans-Harbour Line управляет подразделение Central Railway, а Western Line управляет подразделение Western Railway (оба имеют штаб-квартиры в Мумбаи). Важнейшими узловыми станциями являются вокзал Чхатрапати Шиваджи, вокзал Чёрчгейт, вокзал Мумбай Центральный, вокзал Андхери, терминал Локмания Тилак, терминал Бандра, вокзал Бандра, вокзал Кальян Узловой и вокзал Тхане. В пригородных электричках Мумбаи существуют вагоны разной ценовой категории, а также отдельные вагоны для женщин.
Строительство первой линии Мумбайского метро началось в начале 2008 года, перевозка пассажиров стартовала летом 2014 года. Линия соединила районы Версова и Гхаткопар. Оператор линии Mumbai Metro One Pvt Ltd (MMOPL) является совместным предприятием компаний Reliance Infrastructure, Veolia Transport и Mumbai Metropolitan Region Development Authority. Сейчас ведётся строительство второй и третьей линий метро, которые также принадлежат консорциумам частных и государственных инвесторов. Кроме того, ведётся строительство первой линии отдельного метрополитена Нави Мумбаи (оператор — City and Industrial Development Corporation).
Строительство первой линии Мумбайской монорельсовой системы началось в начале 2009 года, перевозка пассажиров стартовала в начале 2014 года. Линия соединила район Чембур с южным Мумбаем. Владельцем и оператором линии является Mumbai Metropolitan Region Development Authority. Сейчас ведётся планирование и строительство ещё нескольких линий монорельса. В Нави Мумбаи базируется Konkan Railway Corporation (подразделение Indian Railways) — оператор Конканских железных дорог.

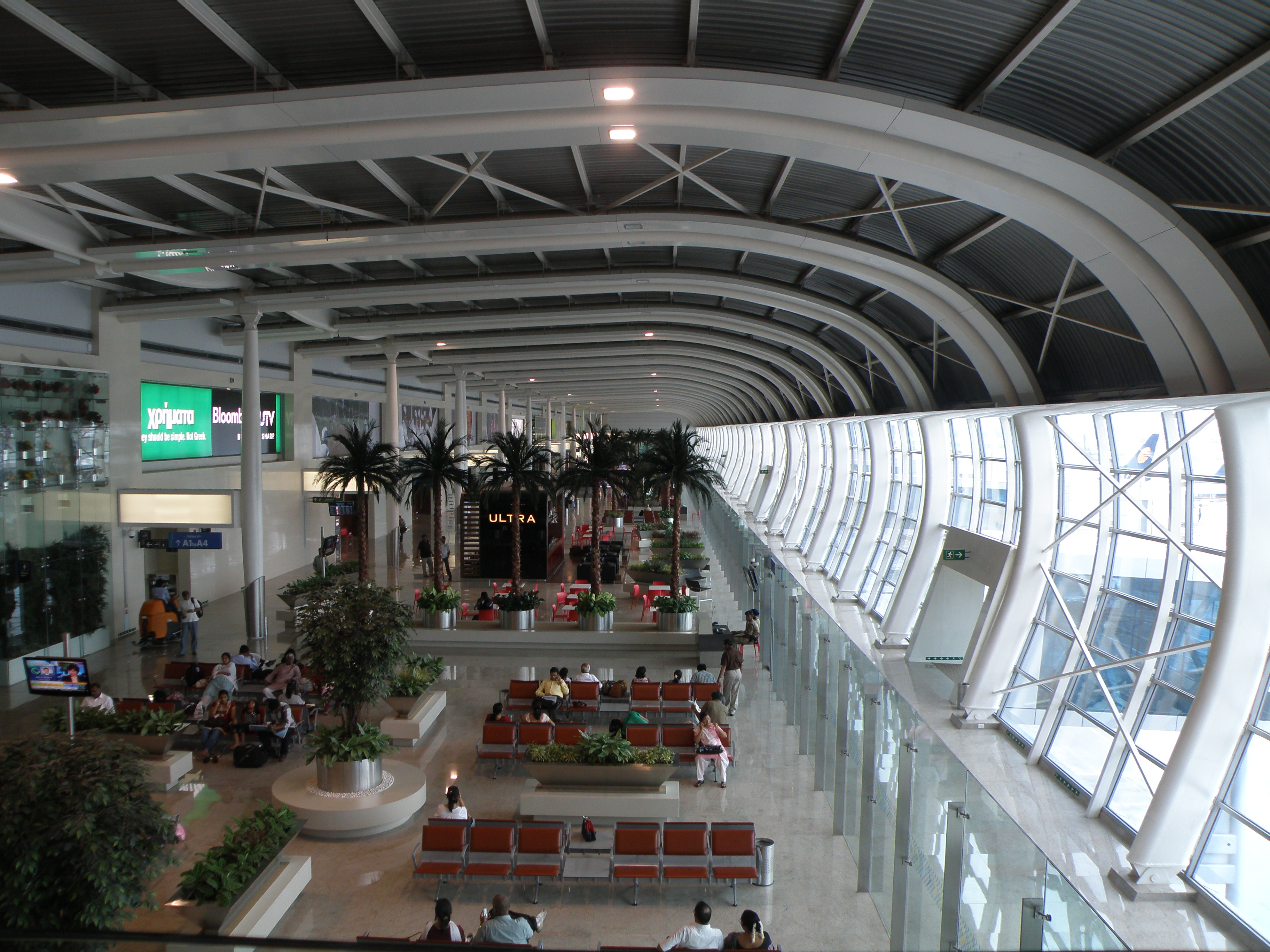
Терминал Мумбайского аэропорта

Важное значение имеют национальные шоссе № 3 (Мумбаи — Агра), № 4 (Мумбаи — Ченнаи), № 8 (Мумбаи — Дели) и № 17 (Мумбаи — Коччи), автомагистраль Мумбаи — Вадодара, автомагистраль Мумбаи — Пуна, автомагистраль Мумбаи — Насик, Восточная автострада (Чембур — Тхане), Западная автострада (Бандра — Дахисар) и автострада Сион — Панвел, а также мосты Бандра — Ворли (5,6 км), Айроли (3,8 км) и Ваши (1,8 км). По состоянию на 2010 год в Большом Мумбае работало около 100 тыс. такси и около 250 тыс. моторикш. До 1964 года популярным видом транспорта был мумбайский трамвай, а до 1973 года — мумбайский троллейбус, но из-за ненадлежащей эксплуатации и конкуренции со стороны электричек власти были вынуждены закрыть оба вида транспорта.
Международный аэропорт имени Чатрапати Шиваджи является одним из крупнейших в Индии (обрабатывает около 32 млн пассажиров и более 650 тыс. тонн грузов). Новый терминал, открывшийся в начале 2014 года, увеличил пропускную способность аэропорта до 40 млн пассажиров в год. Старый аэродром Джуху специализируется на обслуживании вертолётов и частных легкомоторных самолётов. В восточной части Большого Мумбаи планируется строительство нового международного аэропорта Нави Мумбаи.
Старый Мумбайский порт, специализирующийся в основном на насыпных грузах (нефтепродукты, химикаты, уголь и зерно), а также на контейнерах, управляется государственной компанией Mumbai Port Trust. Кроме грузовых причалов в старом порту имеются пассажирский терминал, принимающий круизные лайнеры, и паромные причалы.
Новый порт имени Джавахарлала Неру (также известен как Нава-Шева) — крупнейший порт Индии и один из крупнейших контейнерных портов Азии. Он обрабатывает около 65 % от общего объёма индийских контейнерных экспортно-импортных грузов, его грузооборот в 2011 году составил 4,27 млн TEU. В состав порта входят три контейнерных терминала (Jawaharlal Nehru Port Container Terminal, Nhava Sheva International Container Terminal и Gateway Terminals India) и наливной терминал нефтяной компании Bharat Petroleum.

## Здравоохранение и медицина
Крупнейшими работодателями в сфере здравоохранения и медицины являются раковый мемориальный центр Тата, Азиатский институт сердца, Национальный ожоговый центр, Бомбейская больница, национальная больница Пи. Ди. Хиндуджа, мемориальная больница короля Эдварда, больница Сент-Джордж, больница Лилавати, больница Сайфи, больница Раджавади, больница Купер, больница Святого Семейства, больница Святого Духа, больница Кама, больница Нанавати, больница принца Али Кхана и глазная больница Адитья Джиот.

## Наука и образование
Крупнейшими работодателями в сфере науки и образования являются Мумбайский университет, Институт фундаментальных исследований Тата, Индийский институт технологии в Мумбаи, Атомный исследовательский центр Бхабха, Технологический институт Вирмата Джиджабай, Институт химических технологий, Национальный институт промышленной инженерии, Институт управления Джамналала Баджаджа, Институт управления и исследований Эс. Пи. Джайна, Женский университет SNDT, Технологический институт образовательного общества Вивекананд, Инженерный колледж Тхадомал Шахани, Правительственный юридический колледж, колледж Сайдинхэм, Медицинский колледж Грант, Медицинский колледж Сетх Гордхандас Сундердас, Национальный медицинский колледж Топивала, Национальная больница и медицинский исследовательский центр Пи. Ди. Хиндуджа, больница и исследовательский центр Лилавати и школа искусств сэра Джамсетджи Джиджебхоя.